# Liste der Stolpersteine in der Provinz Parma

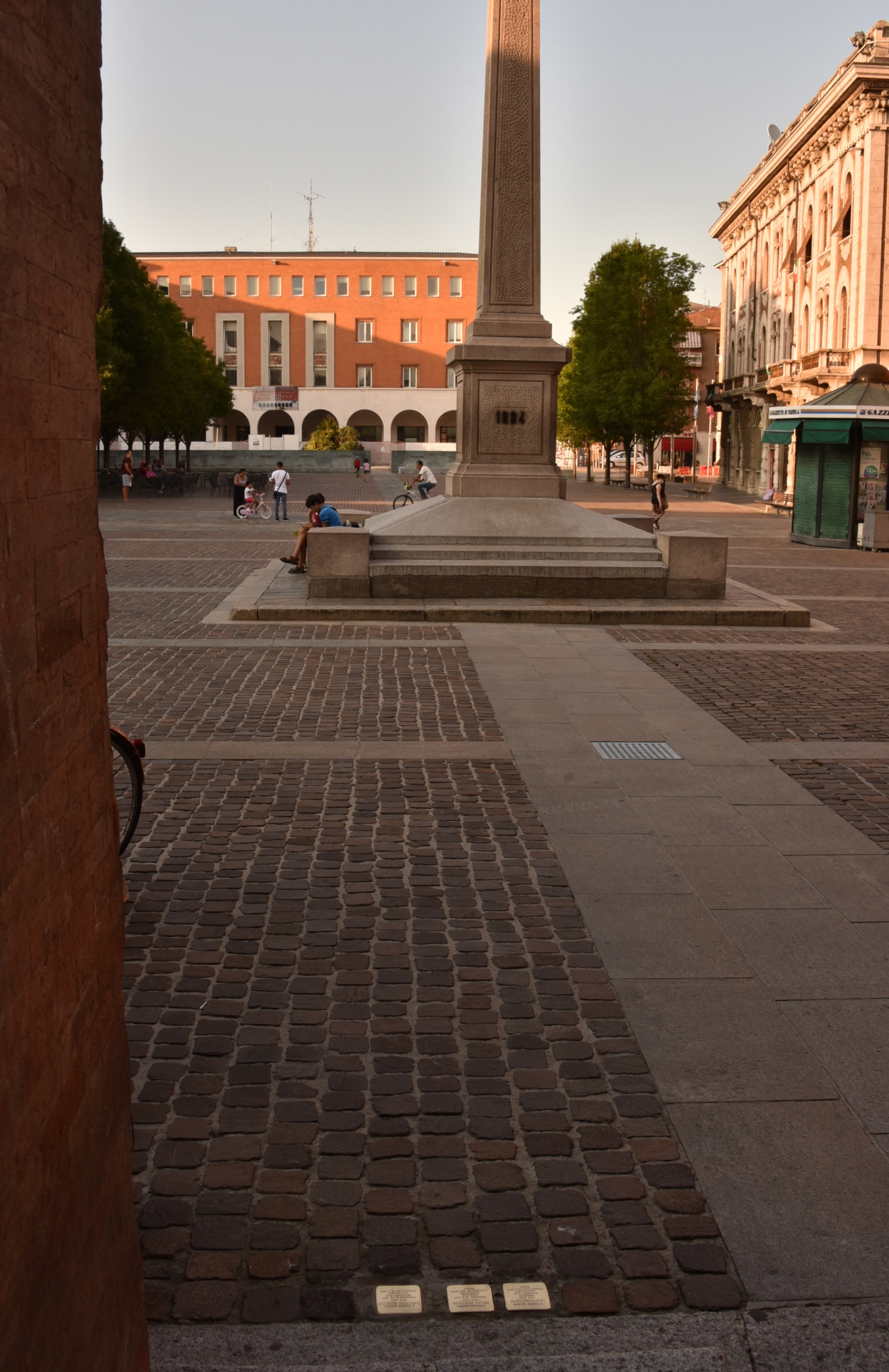
Stolpersteine in Fidenza

Die Liste der Stolpersteine in der Provinz Parma enthält die Stolpersteine in der italienischen Provinz Parma, die an das Schicksal der Menschen aus dieser Provinz erinnern, die von Nationalsozialisten ermordet, deportiert, vertrieben oder in den Suizid getrieben worden sind. Die Stolpersteine wurden von Gunter Demnig verlegt. Sie werden im Regelfall vor dem letzten selbstgewählten Wohnort des Opfers verlegt. Ihre Bezeichnung lautet auf Italienisch: Pietre d'inciampo.
Die ersten Verlegungen in dieser Provinz erfolgten am 16. Januar 2017 in der Provinzhauptstadt Parma.

## Hintergrund
Im Jahr 1936 hatte die Stadt Parma 109.365 Einwohner. Die jüdische Gemeinde, die seit dem 14. Jahrhundert dort ansässig war, bestand im Jahr 1938 aus 134 Personen. Dies ergab die aufgrund der in diesem Jahr eingeführten italienischen Rassengesetze erstellte Judenkartei. Als die deutschen Nationalsozialisten im September 1943 die Macht in Mittel- und Norditalien übernahmen, mussten die Juden um ihr Leben fürchten. Viele konnten flüchten oder sich verstecken. Aufgrund der vorliegenden Informationen wird die Zahl der jüdischen Opfer aus Parma auf 22 bis 24 Menschen geschätzt, darunter sechs Kinder zwischen 2 und 12 Jahren.
Hohe Verluste zu verzeichnen hatten die italienischen Widerstandskämpfer der Provinz. Aufgrund der Verdienste der Bevölkerung im Kampf gegen die deutsche Besatzung wurde Parma im Jahr 1947 mit der Medaglia d’Oro al Valor Militare ausgezeichnet, der italienischen Tapferkeitsmedaille. Beispielsweise wurden am 19. August 1944 die drei Gefängniswärter Gennaro Capuano, Enrico Marchesano und Giuseppe Patrone, die sich dem Widerstand angeschlossen hatten, von den deutschen Besatzern im Hof des Gefängnisses erschossen. Im Rahmen des sogenannten Unternehmen Wallenstein wurden zwischen 30. Juni und 7. Juli 1944 eine Vielzahl von Partisanen aus Parma umgebracht oder zur Zwangsarbeit nach Deutschland deportiert.
Außerdem befanden sich unter den Opfern der Massaker auf Kefalonia und auf Korfu eine Reihe von wehrpflichtigen Männern aus Parma.

## Verlegte Stolpersteine
Die Tabellen sind teilweise sortierbar; die Grundsortierung erfolgt alphabetisch nach dem Familiennamen.

### Bedonia
In Bedonia wurden am 26. Januar 2022 acht Stolpersteine an zwei Adressen verlegt.
| Stolperstein | Übersetzung                                                                                         | Verlegeort                     | Name, Leben |
| ------------ | --------------------------------------------------------------------------------------------------- | ------------------------------ | --- |
|              | HIER WOHNTE CARLO BERGAMASCHI GEBOREN 1912 GEFANGEN GENOMMEN INTERNIERT BRUX ERMORDET 27.3.1945     | Piazza Caduti per la Patria, 1 | Carlo Bergamaschi wurde 1912 geboren. Er hatte zumindest einen Bruder, Mario. Er wurde zusammen mit seinem Bruder gefangen genommen und Bergamaschi wurde in Most in einem Außenlager des Flossenbürg interniert und musste dort Zwangsarbeit verrichten. Carlo Bergamaschi wurde dort am 27. März 1945 ermordet, als offizielle Todesursache wurde ein Petechienfieber angegeben. Seinem Bruder Mario gelang in Fontanellato die Flucht. Dessen Sohn Carlo, benannt nach seinem Onkel, war bei der Verlegung de Stolpersteines anwesend. |
|              | HIER WOHNTE MARIA DOMAIC GEBOREN 1900 VERHAFTET 20.12.1943 DEPORTIERT AUSCHWITZ ERMORDET            | Piazza Caduti per la Patria, 1 | Maria Domaic (1900–1943/45) |
|              | HIER WOHNTE ALFREDO FINZ GEBOREN 1905 VERHAFTET 30.11.1943 DEPORTIERT AUSCHWITZ ERMORDET            | Via Don S.Raffi, 19            | Alfredo Finz (1905–1943/45) |
|              | HIER WOHNTE MARCELLO FINZ GEBOREN 1909 VERHAFTET 30.11.1943 DEPORTIERT AUSCHWITZ ERMORDET           | Via Don S.Raffi, 19            | Marcello Finz (1909–1943/45) |
|              | HIER WOHNTE DAVIDE LEVIC GEBOREN 1924 VERHAFTET 30.11.1943 DEPORTIERT AUSCHWITZ ERMORDET            | Piazza Caduti per la Patria, 1 | Davide Levic (1924–1943/45) |
|              | HIER WOHNTE STELLA LEVIC GEBOREN 1927 VERHAFTET 30.11.1943 DEPORTIERT AUSCHWITZ ERMORDET 30.9.1944  | Piazza Caduti per la Patria, 1 | Stella Levic (1927–1944) |
|              | HIER WOHNTE RUDOLF MARTON GEBOREN 1916 VERHAFTET 30.11.1943 DEPORTIERT AUSCHWITZ ERMORDET           | Piazza Caduti per la Patria, 1 | Rudolf Marton (1916–1943/45) |
|              | HIER WOHNTE TINA ORNSTEIN GEBOREN 1880 VERHAFTET 30.11.1943 DEPORTIERT AUSCHWITZ ERMORDET 10.4.1944 | Via Don S.Raffi, 19            | Tina Ornstein (1880–1944) |

### Borgo Val di Taro
In Borgo Val di Taro wurden am 26. Januar 2022 drei Stolpersteine vor dem Rathaus verlegt.
| Stolperstein | Übersetzung | Verlegeort                | Name, Leben         |
| ------------ | --- | ------------------------- | ------------------- |
|              | HIER WOHNTE GIOVANNI BRATTESANI GEBOREN 1920 GEFANGEN GENOMMEN INTERNIERT GÖRLITZ ERMORDET 8.6.1944                  | Piazza Prospero Manara, 6 | Giovanni Brattesani |
|              | HIER WOHNTE DORA KLEIN GEBOREN 1913 VERHAFTET 30.11.1944 DEPORTIERT AUSCHWITZ BEFREIT BERGEN-BELSEN                  | Piazza Prospero Manara, 6 | Dora Klein          |
|              | HIER WOHNTE BARTOLOMEO LEONARDI GEBOREN 1917 GEFANGEN GENOMMEN 9.x.1943 INTERNIERT FALLINGBOSTEL GESTORBEN 20.6.1945 | Piazza Prospero Manara, 6 | Bartolomeo Leonardi |

### Busseto
In Busseto wurden am 24. Januar 2022 zwei Stolpersteine an einer Adresse verlegt.
| Stolperstein | Übersetzung                                                                                                 | Verlegeort      | Name, Leben      |
| ------------ | --- | --------------- | ---------------- |
|              | IN BUSSETO WOHNTE FAUSTINO CAVAGNA GEBOREN 1921 VERHAFTET 6.1.1945 DEPORTIERT MAUTHAUSEN ERMORDET 23.3.1945 | Piazza Verdi 10 | Faustino Cavagna |
|              | IN BUSSETO WOHNTE DESCIO FOÀ GEBOREN 1879 VERHAFTET 26.11.1943 DEPORTIERT AUSCHWITZ ERMORDET 10.4.1944      | Piazza Verdi 10 | Descio Foà       |

### Calestano
In Calestano wurden vier Stolpersteine verlegt.
| Stolperstein | Übersetzung                                                                                             | Verlegeort                                   | Name, Leben                   |
| ------------ | --- | -------------------------------------------- | ----------------------------- |
|              | HIER WOHNTE MELANIA BERMANN GEBOREN 1891 VERHAFTET 7.12.1943 DEPORTIERT BERGEN-BELSEN BEFREIT           | Via Giuseppe Mazzini, 16 Municipio Calestano | Melania Bermann (1891–)       |
|              | HIER WOHNTE ADOLFO REKNITZER GEBOREN 1926 VERHAFTET 30.11.1943 DEPORTIERT BUCHENWALD BEFREIT            | Via Giuseppe Mazzini, 16 Municipio Calestano | Adolfo Reknitzer (1926–)      |
|              | HIER WOHNTE CARLOTTA REKNITZER GEBOREN 1930 VERHAFTET 30.11.1943 DEPORTIERT RAVENSBRÜCK BEFREIT         | Via Giuseppe Mazzini, 16 Municipio Calestano | Carlotta Reknitzer (1930–)    |
|              | HIER WOHNTE MEHEMED REKNITZER GEBOREN 1880 VERHAFTET 30.11.1943 DEPORTIERT AUSCHWITZ ERMORDET 10.4.1944 | Via Giuseppe Mazzini, 16 Municipio Calestano | Mehemed Reknitzer (1880–1944) |

### Collecchio
In Collecchio wurden am 26. Januar 2021 zwei Stolpersteine verlegt.
| Stolperstein | Übersetzung                                                                                                | Verlegeort    | Name, Leben |
| ------------ | --- | ------------- | --- |
|              | HIER WOHNTE GUIDO BONATI GEBOREN 1923 VERHAFTET 9.1.1945 DEPORTIERT MAUTHAUSEN-GUSEN ERMORDET 26.4.1945    | Vicolo Manghi | Guido Bonati wurde am 21. März 1923 in Collecchio geboren. Seine Eltern waren Artemio Bonati und Erminia, Kaufleute. Ab August 1944 war Bonati unter dem Decknamen „Villa“ Mitglied der Résistance. Am 8. Januar 1945 kam es zu Kampfhandlungen, die Mitglieder der Résistance wurden in der Folge verfolgt und am 9. Januar 1945 wurden 20 Kämpfer verhaftet, darunter Bonati. Er wurde in das KZ Mauthausen deportiert und von dort in das Außenlager Gusen überstellt. Guido Bonati wurde dort am 26. April 1945 ermordet. |
|              | HIER WOHNTE ARNALDO CASOLI GEBOREN 1911 GEFANGEN GENOMMEN DEPORTIERT LAGER MARKT PONGAU ERMORDET 11.8.1944 | Gaiano        | Arnaldo Casoli wurde am 3. April 1911 in Collecchio geboren. Casoli war verheiratet und hatte Kinder und diente als Soldat in der 36. Landinfanteriebrigade. Er kam in Gefangenschaft und wurde im Stammlager XVIII C (317) inhaftiert. Arnaldo Casoli wurde dort am 11. August 1944 ermordet. |

### Colorno
In Colorno wurde am 23. Januar 2021 zwei Stolpersteine verlegt.
| Stolperstein | Übersetzung | Verlegeort                | Name, Leben |
| ------------ | --- | ------------------------- | --- |
|              | HIER WOHNTE BATTISTELLI PASQUALINO GEBOREN 1908 VERHAFTET 11.8.1943 INTERNIERT STALAG TORGAU ERMORDET 7.6.1944     | Piazza Giuseppe Garibaldi | Pasqualino Battistelli wurde am 17. April 1908 in Colorno geboren. Nach Ausbruch des Zweiten Weltkriegs wurde er eingezogen. Er diente als Soldat im IV. Infanterieregiment. Nach dem Waffenstillstand von Cassibile wurde er am 11. September 1943 von Deutschen in Halle gefangen genommen und in Sachsen interniert. Als IMI (italienischer Militärinternierter) musste er Zwangsarbeit verrichten, im Regelfall in der Rüstungsindustrie. Battistelli war zuerst im Stammlager IV B, fünf Kilometer nordöstlich von Mühlberg/Elbe, eingesetzt und wurde später in das Stalag IV D (Arbeitskommando 504) nahe Torgau überstellt. Pasqualino Battistelli erkrankte und verlor am 7. Juni 1944 im Lazarett von Wurzen sein Leben. |
|              | HIER WOHNTE MASSIMILIANO POLLITZER GEBOREN 1885 VERHAFTET 7.10.1943 DEPORTIERT AUSCHWITZ ERMORDET 19.1.1945 DACHAU | Piazza Giuseppe Garibaldi | Massimiliano Pollitzer wurde am 23. März 1885 in Istanbul geboren. Er entstammte einer böhmisch-jüdischen Familie, seine Eltern waren Gregor Pollitzer und Bellina, geborene Dollmann. Er kam der Arbeit wegen 1907 nach Mailand und wurde Handelsvertreter eines britischen Unternehmens, welches Zinn und Weißblech herstellte und seinen Sitz in der Hauptstadt der Lombardei hatte. Er heiratete Alda Pasini Zambotto, eine katholische Mailänderin. Am 20. Juli 1940 wurde er das erste Mal verhaftet. Ihm wurden Kontakte zum britischen Milieu von Mailand zur Last gelegt, so brachte er Mitglieder des britischen Konsulats auch in seinem Haus unter, des Weiteren seine Aversion gegenüber allen totalitären Regimes, somit auch gegen die italienischen Faschisten und die deutschen Nationalsozialisten. Er wurde im Lager Ferramonti di Tarsia in Cosenza interniert und von dort am 5. Januar 1941 in das Lager Montechiarugolo überstellt. Im Mai 1942 wurde ihm schließlich der Status eines „Zivilinternierten“ zugesprochen, der zwar seinen zugewiesenen Wohnort Colorno nicht verlassen durfte, sich aber innerhalb der Stadt frei bewegen konnte. Nach der Kapitulation Italiens und der Besetzung großer Landesteile durch das NS-Regime wurde Pollitzer im Oktober 1943 erneut verhaftet. Die SS überstellte ihn als politischen Gefangenen in das Lager Scipione und von dort am 17. Februar 1944 in das Durchgangslager Fossoli. Auch dort blieb er nicht lange. Es folgte die Inhaftierung im Kerker von Verona und am 2. August 1944 seine Deportation mit dem Transport No. 14 in das Vernichtungslager Auschwitz. Am 6. August 1944 erreichte der Transport Auschwitz. Er konnte Auschwitz überleben und wurde in das KZ Dachau überstellt. Massimiliano Pollitzer wurde, laut Stolperstein, dort am 19. Januar 1945 vom NS-Regime ermordet, laut weiterer Quellen ist sein Todesdatum unbekannt. |

### Fidenza
In Fidenza wurden sechs Stolpersteine an zwei Adressen verlegt. Initiiert wurde das Projekt gemeinsam von der Stadtverwaltung, dem Istituto Storico della Resistenza und von Età Contemporanea di Parma.
| Stolperstein | Übersetzung | Verlegeort         | Name, Leben |
| ------------ | --- | ------------------ | --- |
|              | HIER WOHNTE GUIDO CAMORALI GEBOREN 1902 DEPORTIERT 1945 MAUTHAUSEN ERMORDET 31.3.1945 GUSEN                          | Via Malpeli, 70 ·  | Guido Camorali wurde am 20. Juli 1902 in Fontevivo geboren. Er war Arbeiter und Antifaschist. Am 24. März 1945 wurde er im Durchgangslager Bozen interniert. Er wurde ins KZ Mauthausen überstellt und von dort in das Außenlager Gusen. Guido Camorali wurde dort am 31. März 1945 ermordet. |
|              | HIER WOHNTE PARIDE MORELLI GEBOREN 1919 VERHAFTET 10.9.1943 DEPORTIERT KZ RATHENOW ERMORDET 3.5.1944                 | Piazza Garibaldi · | Paride Morelli wurde am 31. Januar 1919 in Fidenza geboren. Er diente im Zweiten Weltkrieg als Soldat im 33. Infanterieregiment. Nach der Kapitulation Italiens und dem Waffenstillstand von Cassibile im September 1943 verweigerte er den Eid auf die Marionettenregierung der Deutschen und wurde als einer von 600.000 italienischen Militärangehörigen entwaffnet und gefangen genommen. Die Deutschen klassifizierten ihn als IMI (italienischer Militärinternierter), internierten ihn und deportierten ihn in das Stalag III A nahe Luckenwalde in Brandenburg. Er bekam die Matrikelnummer 105723 und wurde in der Folge in das Lager Rathenow, ebenfalls in Brandenburg, überstellt. Dort wurde Paride Morelli am 3. Mai 1944 vom NS-Regime ermordet, mutmaßlich durch Gift. |
|              | IN FIDENZA WOHNTE NANDO PINCOLINI GEBOREN 1924 VERHAFTET DEPORTIERT 1945 MAUTHAUSEN ERMORDET 10.4.1945 GUSEN         | Piazza Garibaldi · | Nando Pincolini wurde am 21. Dezember 1924 in Cabriolo, einem Stadtteil von Fidenza, geboren. Er hatte zumindest einen Bruder, Renzo, genau ein Jahr jünger als er. Die Brüder waren Landarbeiter und schlossen sich dem Partisanenkampf gegen die deutschen Besatzer an. Sie gehörten der Abteilung Forni der 31. Garibaldi-Brigade an. Nandos Kampfname war Lucia. Beide Brüder wurden in Tabiano di Salso verhaftet und als politischer Häftlinge in das KZ Mauthausen deportiert. Sie kam dort am 4. Februar 1945 an und wurden mit den aufeinanderfolgenden Nummern 126352 und 126353 registriert. Sie wurden zur Zwangsarbeit im Außenlager Gusen eingeteilt. Nando Pincolini starb am 10. April 1945. Sein Bruder starb 15 Tage nach ihm. |
|              | IN FIDENZA WOHNTE RENZO PINCOLINI GEBOREN 1925 VERHAFTET 14.2.1945 DEPORTIERT MAUTHAUSEN ERMORDET 25.4.1945 GUSEN    | Piazza Garibaldi · | Renzo Pincolini wurde am 21. Dezember 1925 in Fidenza geboren. Er hatte zumindest einen Bruder, Nando, genau ein Jahr älter als er. Die Brüder waren Landarbeiter und schlossen sich dem Partisanenkampf gegen die deutschen Besatzer an. Sie gehörten der Abteilung Forni der 31. Garibaldi-Brigade an. Renzos Kampfname war Cocca. Beide Brüder wurden in Tabiano di Salso verhaftet und als politischer Häftlinge in das KZ Mauthausen deportiert. Sie kam dort am 4. Februar 1945 an und wurden mit den aufeinanderfolgenden Nummern 126352 und 126353 registriert. Sie wurden zur Zwangsarbeit im Außenlager Gusen eingeteilt. Der Bruder starb am 10. April 1945, Renzo Pincolini 15 Tage nach ihm. |
|              | IN FIDENZA WOHNTE GUALTIERO REBECCHI GEBOREN 1924 VERHAFTET 21.11.1944 DEPORTIERT 1945 MAUTHAUSEN ERMORDET 15.3.1945 | Piazza Garibaldi · | Gualtiero Rebecchi wurde am 16. oder 17. Juli 1924 in Fidenza oder San Pancrazio geboren. Nach dem Waffenstillstand von Cassibile im September 1943 schloss er sich den Partisanen an und diente in der Abteilung Sorrenti der 31. Garibaldi-Brigade. Im November 1944 wurde er von nationalsozialistischen Kräften verhaftet und am 4. Februar 1945 in das KZ Mauthausen deportiert. Die verlegenden Institutionen schreiben in seiner Biographie: „Im Lager wird seine Identität auf eine Nummer reduziert, sein Leben und seine Berufserfahrung auf zwei Akronyme.“ Denn er war mit der Nummer 126385 registriert worden, in der Kategorie Schutz, bedeutet gefährlich für das Reich, und mit der Berufsbezeichnung Schneider, bedeutet nützlich für das Lager. Gualtiero Rebecchi konnte Zwangsarbeit, Unterernährung, katastrophale sanitäre Zustände und Demütigungen des Konzentrationslagers nicht überleben. Er starb im zweiten Monat seines Aufenthalts in Mauthausen, im März 1945. |
|              | HIER WOHNTE GINO ZANELLATI GEBOREN 1915 VERHAFTET 9.9.1943 INTERNIERT BENZEN-WALSRODE BEFREIT                        | Piazza Garibaldi · | Gino Zanellati wurde am 25. April 1915 in Taglio di Po in der Provinz Rovigo geboren. Er diente im Zweiten Weltkrieg als Soldat im 112. Infanterieregiment. Nach der Kapitulation Italiens und dem Waffenstillstand von Cassibile im September 1943 verweigerte er den Eid auf die Marionettenregierung der Deutschen und wurde als einer von 600.000 italienischen Militärangehörigen in der Nähe von Rom entwaffnet und gefangen genommen. Die Deutschen klassifizierten ihn als IMI (italienischer Militärinternierter), internierten ihn und deportierten ihn in das Lager Bautzen in Sachsen. Es handelte sich um ein Außenlager des KZ Groß-Rosen, etabliert auf dem Gelände einer Waggon- und Maschinenfabrik. Gino Zanellati konnte KZ-Haft und Zwangsarbeit überleben, er zählte zu den Marschfähigen und wurde, als die Sowjets nahten, am 19. April 1945 auf einen Todesmarsch geschickt. Der Zug gelangte nur bis Nixdorf in der heutigen Aussiger Region und die Häftlinge wurden am 8. Mai 1945 von polnischen Soldaten befreit. Gino Zanellati kehrte am 30. Juni 1945 nach Italien zurück, ließ sich in Fidenza nieder und arbeitete als Kellner in einem Hotel im nahe gelegenen Salsomaggiore. |

### Fontanellato
In Fontanellato wurden am 26. Januar 2021 zwei Stolpersteine verlegt.
| Stolperstein | Übersetzung | Verlegeort         | Name, Leben |
| ------------ | --- | ------------------ | --- |
|              | HIER WOHNTE ANDREA BARUFFINI GEBOREN 1892 VERHAFTET 11.3.1944 DEPORTIERT MAUTHAUSEN ERMORDET 11.4.1945                   | Piazza della Rocca | Andrea Baruffini wurde am 24. März 1892 in Medesano geboren. Er diente als Soldat im Italienisch-Türkischen Krieg 1911/12, dem sogenannten Libyenkrieg, und im Ersten Weltkrieg. Er stieg zum Feldwebel auf und wurde mehrfach ausgezeichnet, unter anderem mit dem Kriegskreuz für Tapferkeit. Er heiratete Luigia Canvelli, das Paar bekam vier Kinder - Albertina, Fortunato, Emilio und Sandro. Am 11. März 1944 wurde er von Chargen der Repubblica Sociale Italiana, des Mussolini-Regimes, verhaftet und im Gefängnis von Parma inhaftiert. Die Beschuldigung lautete, er habe englischen Soldaten zur Flucht aus dem Militärlager Fontanellato (PG 49) verholfen. Er wurde in das Durchgangslager Fossoli überstellt und von dort weiter in das KZ Bozen. Am 24. Juni 1944 kam er im KZ Mauthausen an, wurde registriert und zur Zwangsarbeit eingeteilt. Andrea Baruffini kam dort am 11. April 1945 ums Leben. |
|              | HIER WOHNTE MARINO MINGARDI GEBOREN 1920 VERHAFTET 11.9.1943 DEPORTIERT SACHSENHAUSEN- TREUENBRIETZEN ERMORDET 23.4.1945 | Piazza della Rocca | Marino Mingardi wurde am 22. März 1920 in Fontanellato geboren. Er diente als Soldat im Zweiten Weltkrieg im VI. Artillerieregiment der Grenztruppen. Nach dem Waffenstillstand von Cassibile wurde er am 11. September 1943 von deutschen Streitkräften gefasst und nach Deutschland verschleppt. Als IMI (italienischer Militärinternierter) wurde er im brandenburgischen Treuenbrietzen zur Zwangsarbeit in der Rüstungsindustrie eingesetzt. Am 23. April 1945, zwei Tage nach der Befreiung des Lagers durch die Roten Armee, kam es zum Massaker von Treuenbrietzen. Angehörige der Wehrmacht oder der Waffen-SS trieben 131 italienische Kriegsgefangene in ein Waldstück nahe dem Dorfe Nichel. In einer Kiesgrube wurden sie der Reihe nach erschossen. Die Deutschen erkannten nicht, dass vier von ihnen überleben konnten, und zogen ab. Marino Mingardi zählte wurde ein Opfer des Massakers. Er und die anderen Opfer wurden auf der Italienischen Kriegsgräberstätte am Waldfriedhof Zehlendorf in Berlin bestattet. |

### Langhirano
In Langhirano wurden im Januar 2020 fünf Stolpersteine an zwei Adressen verlegt. In der Frazione Torrechiara wird an Vater und Sohn Bachi gedacht. Für den Sohn, Roberto Bachi, wurde auch in Ravenna ein Stolperstein verlegt. Am Istituto Gadda haben Schüler die Lebensgeschichten der Familie Israel erforscht und dadurch die Verlegung der drei Stolpersteine in der Via XX Settembre ermöglicht.
Das Projekt beruht auf einer Zusammenarbeit der Stadtgemeinde mit dem Istituto Storico della Resistenza und der Organisation Età Contemporanea di Parma.
| Stolperstein | Übersetzung | Verlegeort                    | Name, Leben |
| ------------ | --- | ----------------------------- | --- |
|              | HIER FAND ZUFLUCHT ARMANDO BACHI GEB. 1883 VERHAFTET 17.10.1943 DEPORTIERT AUSCHWITZ ERMORDET 11.12.1943                                  | Torrechiara, · Piazza Leoni · | Armando Bachi wurde am 17. Januar 1883 in Verona geboren. Seine Eltern waren Ottavio Bachi und Virginia Mariani. Er hatte zumindest einen Bruder, Aldo. Bachi war verheiratet mit Ines Bassana, das Paar hatte einen Sohn, Roberto (geboren 1929). Armando Bachi trat 1902 der Armee bei, diente bei der Artillerie. Er kämpfte im Ersten Weltkrieg, stieg im Rang auf und wurde ausgezeichnet. Er wurde im Anschluss Dozent an der Militärakademie in Turin. 1934 erhielt er das Kommando über ein Artilleriekorps, 1938 wurde er General. Auf Grund der italienischen Rassengesetze von 1938 verlor er diesen Posten am 1. Januar 1939. Am 17. Oktober 1943 wurden er und sein Sohn in Torrechiara (Parma), verhaftet. Sie wurden im Gefängnis von Mailand inhaftiert. Armando Bachi wurde am 30. Januar 1944 mit dem Transport Nr. 6 von dort ins Vernichtungslager Auschwitz deportiert. Am 6. Februar langte der Transport in Auschwitz an. Armando Bachi wurde dort noch am selben Tag ermordet. Sein Sohn wurde bereits 1943 mit dem Transport Nr. 5 nach Auschwitz deportiert und verlor ebenfalls sein Leben. Seine Frau Ines Bassani überlebte. Sie rannte noch zum Bahnhof, aber der Zug war nur noch in der Ferne zu sehen. Sie sah ihren Mann und ihren Sohn nie wieder. Sie starb 1971. |
|              | HIER FAND ZUFLUCHT ROBERTO BACHI GEB. 1929 VERHAFTET 17.10.1943 INTERNIERT IN FOSSOLI DEPORTIERT AUSCHWITZ ERMORDET                       | Torrechiara, · Piazza Leoni · | Roberto Bachi wurde am 12. März 1929 in Turin geboren. Seine Eltern waren Armando Bachi und Ines Bassani. Er besuchte ein Jahr lang in Ravenna die Schule “Filippo Mordani” und lebte im Palazzo Guiccioli. Auf Grund der italienischen Rassengesetze musste er 1938 die Schule verlassen, sein Vater wurde 1939 aus der Armee entlassen, er war General. Am 17. Oktober 1943 wurde er zusammen mit seinem Vater verhaftet und im Gefängnis von Mailand inhaftiert, danach kam er ins Durchgangslager Fossoli. Er wurde von dort am 6. Dezember 1943 mit dem Transport Nr. 5 in das Vernichtungslager Auschwitz deportiert und mit der Nummer 167973 registriert. Roberto Bachi verlor dort sein Leben, das genaue Datum ist unbekannt. Eine Gedenktafel in Ravenna, platziert in der Schule, die er ein Jahr besuchte, erinnert seit 2003 an den Schüler, vermerkt sind darauf seine Noten, die ihn als sehr guten Schüler ausweisen. Auch wurde in Ravenna 2013 ein Stolperstein für ihn verlegt. 2019 wurde die Oper Il viaggio di Roberto von Guido Barbieri (Text) und Paolo Marzocchi (Musik) uraufgeführt. Sein Vater wurde mit einem späteren Transport ebenfalls nach Auschwitz deportiert und ermordet, seine Mutter war nicht verhaftet worden, hörte von der Verhaftung ihres Sohnes und Mannes, eilte zum Bahnhof, sah den Zug in der Ferne davonfahren. Sie sah beide nie wieder. Sie starb 1971. |
|              | HIER WOHNTE MASALTA CABILIO GEBOREN 1885 VERHAFTET 3.12.1943 INTERNIERT IN FOSSOLI DEPORTIERT AUSCHWITZ ERMORDET                          | Via XX Settembre, 15 ·        | Masalta Cabilio wurde am 25. August 1885 in Sarajevo geboren. Ihr Vater war Beniamino Cabilio. Sie heiratete den Tuchhändler Jesua Israel, das Paar hatte einen Sohn, Moshe Israel (geboren 1911). Die Familie flüchtete 1941 vor den Deutschen und der Ustascha. Zuerst versuchten sie sich nach Belgrad zu retten, beschlossen dann aber die dalmatinische Grenze zu überqueren, in der Annahme, dass die Italiener keine Juden verfolgen würden. Die Familie kam in ein Lager nach Curzola vor Split. Nachdem der Flüchtlingsstrom aus Serbien zunahm und die Kroaten keine Flüchtlinge aufnahmen, wurde seitens der italienischen Behörden Menschen nach Norditalien transferiert. Am 15. September 1942 kam die Familie Israel so nach Langhirano in ihr zugewiesenes Quartier in der Via XX Septembre. Als die Lage für Juden in Italien 1943 ernster wurde, beschloss die Familie in die Schweiz zu flüchten, sie ließen einen Teil ihres Hab und Gutes bei befreundeten Nachbarn, den Coruzzis, um so schneller sein zu können. An der Schweizer Grenze wurden sie abgewiesen, da sie kein Bankkonto in der Schweiz besaßen. Die Familie wurde am 3. Dezember 1943 in Lanzo d’Intelvi (Como) verhaftet und im Gefängnis von Como inhaftiert, danach kamen sie ins Durchgangslager Fossoli. Von dort aus gelang es ihnen die Familie Coruzzi zu kontaktieren, mit der Bitte um Decken und Grundnahrungsmitteln. Onesto Coruzzi gelang es tatsächlich zu kommen und zumindest Masalta Cabilio zu treffen, die ihm einen Ring zum Abschied schenkte, wohl das weitere Schicksal erahnend. Am 22. Februar 1944 wurde Cabilio zusammen mit ihrem Sohn und ihrem Mann nach Auschwitz deportiert. Masalta Cabilio wurde kurz nach der Ankunft des Zuges, am 26. Februar 1944, zusammen mit ihrem Mann in einer Gaskammer ermordet. Ihr Sohn konnte zwei Konzentrationslager überleben, Auschwitz und Bergen-Belsen. Eine Enkelin kam zur Verlegung der Stolpersteine. |
|              | HIER WOHNTE JESUA ISRAEL GEBOREN 1883 VERHAFTET 3.12.1943 INTERNIERT IN FOSSOLI DEPORTIERT 22.2.1944 AUSCHWITZ ERMORDET 26.2.1944         | Via XX Settembre, 15 ·        | Jesua Israel wurde am 26. September 1883 in Sarajevo geboren. Er war Tuchhändler und verheiratet mit Masalta Cabilio. Das Paar hatte einen Sohn, Moshe. Die Familie flüchtete 1941 vor den Deutschen und der Ustascha. Zuerst versuchten sie sich nach Belgrad zu retten, beschlossen dann aber die dalmatinische Grenze zu überqueren, in der Annahme, dass die Italiener keine Juden verfolgen würden. Die Familie kam in ein Lager nach Curzola vor Split. Nachdem der Flüchtlingsstrom aus Serbien zunahm und die Kroaten keine Flüchtlinge aufnahmen, wurde seitens der italienischen Behörden Menschen nach Norditalien transferiert. Am 15. September 1942 kam die Familie Israel so nach Langhirano in ihr zugewiesenes Quartier in der Via XX Septembre. Trotz dessen, dass Kontakte mit der örtlichen Bevölkerung nicht erwünscht waren, freundete sich der Opernfan Jesua Israel mit einem Nachbarn, dem Schuhmacher Onesto Coruzzi, an. Die Liebe zur Oper verband die beiden. Als die Lage für Juden in Italien 1943 ernster wurde, beschloss die Familie in die Schweiz zu flüchten, sie ließen einen Teil ihres Hab und Gutes bei befreundeten Nachbarn, den Coruzzis, um so schneller sein zu können. An der Schweizer Grenze wurden sie abgewiesen, da sie kein Bankkonto in der Schweiz besaßen. Die Familie wurde am 3. Dezember 1943 in Lanzo d'Intelvi (Como) verhaftet und im Gefängnis von Como inhaftiert, danach kamen sie ins Durchgangslager Fossoli. Von dort konnten sie die Coruzzis noch mal kontaktieren und um Lebensmitteln und Decken bitten, die Onesto Coruzzi brachte. Am 22. Februar 1944 wurde Israel zusammen mit seiner Frau und seinem Sohn nach Auschwitz deportiert. Jesua Israel wurde kurz nach der Ankunft des Transportes in Auschwitz, am 26. Februar 1944, in einer Gaskammer ermordet, ebenso wie seine Ehefrau. Sein Sohn wurde aus Bergen-Belsen befreit. Eine Enkelin kam zur Verlegung der Stolpersteine.      |
|              | HIER WOHNTE MOSHE LIKO ISRAEL GEBOREN 1911 VERHAFTET 3.12.1943 INTERNIERT IN FOSSOLI DEPORTIERT 22.2.1944 AUSCHWITZ BERGEN-BELSEN BEFREIT | Via XX Settembre, 15 ·        | Moshe Liko Israel wurde am 13. Februar 1911 in Sarajevo geboren. Seine Eltern waren Jesua Israel und Masalta Cabilio. Moshe Israel machte einen Abschluss in Elektrotechnik, spezialisierte sich in England und nahm dann eine Arbeit in Belgrad an. Die Familie wurde am 3. Dezember 1943 in Lanzo d'Intelvi (Como) verhaftet und im Gefängnis von Como inhaftiert, danach kamen sie ins Durchgangslager Fossoli. Am 22. Februar 1944 wurde Israel zusammen mit seinen Eltern nach Auschwitz deportiert. Er musste Zwangsarbeit für die IG-Farben im KZ Auschwitz III Monowitz leisten. Dort traf er auch Primo Levi und schloss mit ihm Freundschaft. Moshe Israel wurde kurz vor der Befreiung von Auschwitz in das KZ Bergen-Belsen überstellt, er erkrankte an Typhus, überlebte und wurde im April 1945 befreit. Israel kehrte nach Belgrad zurück. Er heiratete Gonda und wurde Vater einer Tochter, Nelly, und arbeitete für die staatlichen Elektrizitätswerke. 1946 schrieb er der befreundeten Familie Coruzzi und teilte ihnen das Schicksal seiner Eltern mit. 1947 ermöglichte ihm seine Arbeit für das Elektrizitätsunternehmen nach Mailand zu fahren, wo er den Kauf von Maschinen überwachen sollte und er traf Onesto Coruzzi, den Helfer, in Langhirano wieder. Dieser hatte entgegen der Bestimmungen den Besitz der Familie Israel aufbewahrt und gab alles an den Sohn, auch den Ring, der ihm von Masalta Cabilio zugesteckt worden war. Mit dem Erlös des Ringes kaufte Moshe Israel für seine Familie ein Haus in Israel, wo sie hinzogen. Mit der Familie Coruzzi blieb er in Kontakt, nach dem Tod des Freundes 1973 ließ er 10 Bäume für ihn pflanzen. Moshe Liko Israel starb 1987 in Israel. Seine Eltern haben die Shoah nicht überlebt, sie wurden sofort nach der Ankunft des Transportes in Auschwitz in einer Gaskammer ermordet. Seine Tochter kam zur Verlegung der Stolpersteine und gedachte dabei auch der Familie Coruzzi.   |

### Montechiarugolo
In Montechiarugolo wurden drei Stolpersteine verlegt. 
| Stolperstein | Übersetzung                                                                                            | Verlegeort                      | Name, Leben              |
| ------------ | --- | ------------------------------- | ------------------------ |
|              | HIER WOHNTE RINO BURATTI GEBOREN 1924 GEFANGEN GENOMMEN 9.9.1943 INTERNIERT PUPPING ERMORDET 25.7.1944 | Piazza Rivasi 3 Montechiarugolo | Rino Buratti (1924–1944) |
|              | HIER WOHNTE VITO GHIRETTI GEBOREN 1918 GEFANGEN GENOMMEN 8.9.1943 INTERNIERT LIMBURG BEFREIT           | Piazza Rivasi 3 Montechiarugolo | Vito Ghiretti (1918–)    |
|              | HIER WOHNTE ERMES MANFREDINI GEBOREN 1922 GEFANGEN GENOMMEN 10.9.1943 INTERNIERT KÜSTRIN BEFREIT       | Piazza Rivasi 3 Montechiarugolo | Ermes Manfredini (1922–) |

### Parma
In Parma wurden 51 Stolpersteine an 31 Adressen verlegt.
| Stolperstein | Übersetzung | Verlegeort                                           | Name, Leben |
| ------------ | --- | ---------------------------------------------------- | --- |
|              | HIER WOHNTE GINO AMADASI GEBOREN 1919 GEFANGEN GENOMMEN 9.9.1943 INTERNIERT 1943 BERLIN ERMORDET 25.4.1944                     | Borgo XX Marzo, 11                                   | Gino Amadasi wurde am 24. Juli 1909 in Parma geboren. Er war Gemeindebediensteter und verheiratet mit Carmen Ghidini. Im Zweiten Weltkrieg diente er als Soldat beim 3. Artillerie-Regiments der Infanteriedivision. Er war in Griechenland eingesetzt. Nach dem Waffenstillstand von Cassibile am 8. September 1943 zählte er zu den runde 600.000 italienischen Soldaten, die von den Deutschen festgesetzt wurden. Er verweigerte, wie rund drei Viertel seiner Kameraden, die Zusammenarbeit mit den Nazifaschisten, wurde am Kap Araxos am nordwestlichen Peloponnes verhaftet und als I.M.I. nach Deutschland verschleppt. Er wurde im Stalag III-D in Berlin interniert und musste Zwangsarbeit verrichten. Gino Amadasi starb an den Folgen der KZ-Haft am 25. April 1945. Erhalten ist ein einziger Brief an seine Frau, datiert mit 7. April 1944: „Meine Gesundheit ist wie immer ausgezeichnet. [...] Ich habe noch keines der Pakete erhalten, ich hoffe auf die nächste Verteilung. In den Formularen, die ihr erhält, tragt bitte gelbes Mehl ein, weil ich Polenta essen möchte, immer Reis, die Socken sind dick, weil wir grosse Schuhe haben. Vergeßt die Zigaretten nicht, denn davon bekommen wir wenig. Ich bin ständig gespannt, Nachrichten von Euch zu hören, die mich so glücklich machen. Hoffen wir, dass es bald endet und wir wieder zusammenkommen können. Ich gehe ständig weiterhin in der Fabrik zur Arbeit, als Packer, aber ich muss Euch sagen, dass ich abgenommen habe“ – |
|              | | Via Cavestro, 8/a                                    | Gaudenzio Anselmo (1926–1945) |
|              | | Vicolo Santa Maria, 6                                | Maria Luigia Badiali (1910–) |
|              | HIER WOHNTE GIUSEPPE BARBIERI GEB. 1897 VERHAFTET 4.11.1944 DEPORTIERT GUSEN ERMORDET 25.3.1945                                | Viale delle Rimembranze, 36 ·                        | Giuseppe Barbieri wurde 1897 geboren. Er hatte zumindest einen Sohn, Sergio (siehe unten). Am 4. November 1944 wurden Vater und Sohn verhaftet. Sie wurden zuerst ins KZ Mauthausen und schließlich ins KZ Gusen deportiert. Dort wurden beide im März 1945 vom NS-Regime ermordet, Giuseppe Barbieri am 25. März, sein Sohn drei Tage später am 28. März. |
|              | HIER WOHNTE SERGIO BARBIERI GEB. 1926 VERHAFTET 4.11.1944 DEPORTIERT GUSEN ERMORDET 28.3.1945                                  | Viale delle Rimembranze, 36 ·                        | Sergio Barbieri wurde in den 1920er Jahren geboren. Sein Vater war Giuseppe Barbieri. Am 4. November 1944 wurden Sergio und sein Vater verhaftet. Sie wurden zuerst ins KZ Mauthausen und schließlich ins KZ Gusen deportiert. Dort wurden beide im März 1945 vom NS-Regime ermordet, sein Vater am 25. März, Sergio Barbieri drei Tage später am 28. März 1945. |
|              | HIER WOHNTE GIULIA BIANCHINI VERHEIRATETE FANO GEB. 1866 VERHAFTET DEPORTIERT BOZEN ERMORDET                                   | Strada del Quartiere, 9 ·                            | Giulia Bianchini wurde am 20. Mai 1866 in Ferrara geboren. Ihre Eltern waren Samuele Bianchini und Rosina Tedeschi. Sie hatte eine Schwester - Livia. Giulia Bianchini war mit Enrico Fano verheiratet. Das Paar hatte zwei Kinder: Ermanno (geboren 1903) und Alba Fausta (geboren 1905). Giulia Bianchini wurde – ebenso wie ihr Ehemann, ihre beiden Kinder und die Enkelkinder (siehe unten) - verhaftet und verlor am 9. Februar 1945 ihr Leben im Durchgangslager Bozen. Ihre Schwester Livia hat die Shoah ebenfalls nicht überlebt. Sie starb am 30. November 1944 in Mailand. |
|              | HIER WOHNTE RENZO ILDEBRANDO BOCCHI GEBOREN 1913 VERHAFTET 29.5.1944 DEPORTIERT 1944 FLOSSENBÜRG ERMORDET 20.12.1944 HERSBRUCK | Strada Nino Bixio, 64                                | Renzo Ildebrando Bocchi wurde am 1. September 1913 in Parma geboren. Seine Eltern waren Ricciotti und Ada Mainardi, er hatte eine Schwester, Luciana. Bocchi war Mitglied der Katholischen Jugend. Nach dem Abitur wollte er Philosophie studieren, begann dann aber Rechtswissenschaften zu studieren. Das Studium brach er aus finanziellen Gründen ab, wurde Handelsreisender für ein Modehaus. Im Jahr 1934 leistete er seinen Militärdienst in Rom, danach kämpfte er als Freiwilliger in Spanien, für Francisco Franco . Er begann Gedichte zu schreiben, einige wurden veröffentlicht. Er begann sich gegen die Besatzer Italiens zu wenden und wurden unter dem Decknamen „Ruffini“ Partisan, des Weiteren wurde er Mitglied der Comitato di Liberazione Nazionale in Parma. Nach einer Mission in der Schweiz im Mai 1944 wurde er kurz hinter der Grenze verhaftet. Kompromittierende Papiere konnte er noch loswerden. Bocchio wurde in Como, dann im San-Vittore-Gefängnis inhaftiert und gefoltert, doch er verriet nichts. Es erfolgte seine Überstellung in das Durchgangslager Bozen und schließlich seine Deportation in das KZ Flossenbürg . Von dort wurde er zur schweren Zwangsarbeit in das KZ-Außenlager Hersbruck überstellt. Am 14. Dezember 1944 wurde er in einem körperlich schlechten Zustand zurück in das KZ Flossenbürg gebracht. Renzo Ildebrando Bocchi verlor dort am 15. Dezember 1944 sein Leben. [ 43 ] [ 44 ] Nach dem Krieg wurde er als gefallener Partisan anerkannt und ihm wurde postum die silberne Tapferkeitsmedaille verliehen. In Parma wurde eine Straße nach ihm benannt. |
|              | HIER WOHNTE EMILIA CAMERINI VERHEIRATETE DELLA PERGOLA GEB. 1895 VERHAFTET 10.12.1943 DEPORTIERT AUSCHWITZ ERMORDET 23.5.1944  | Via Pomponio Torelli, 10 ·                           | Emilia Camerini wurde am 15. Juli 1895 in Pitigliano geboren. Ihre Eltern waren Donato Camerini und Orsola Amar. Sie hatte vier Brüder und vier Schwestern. Sie war verheiratet mit dem Rabbiner Enrico Della Pergola verheiratet, mit dem sie zwei Söhne hatte: Donato (geboren 1932) und Cesare Davide (geboren 1935). Emilia Camerini wurde am 10. Dezember 1943 zusammen mit ihren Söhnen und ihrer Schwester Ulda Camerini in Reno di Tizzano verhaftet. Die vier hatten versucht, sich in den Bergen zu verstecken. Sie wurden in einem Lager in Monticelli inhaftiert und danach ins Durchgangslager Fossoli verschleppt. Von hier wurden sie am 5. April 1944 mit dem Transport 9 nach Auschwitz deportiert. Am 10. April 1944 kam der Transport in Auschwitz an. Emilia Camerini wurde in Auschwitz am 23. Mai 1944 ermordet. Enrico Della Pergola gelang die Flucht in die Schweiz. Er wurde 1947 Vize-Rabiner in Turin, wo er 1969 starb. Beide Söhne und die Schwester Ulda Camerini wurden noch am Tag der Ankunft in Auschwitz, am 10. April 1944, ermordet. |
|              | HIER WOHNTE ULDA CAMERINI GEB. 1906 VERHAFTET 10.12.1943 DEPORTIERT AUSCHWITZ ERMORDET                                         | Via Duca Alessandro, 60 ·                            | Ulda Camerini wurde am 20. Juni 1906 in Parma geboren. Ihre Eltern waren Donato Camerini und Orsola Amar. Sie hatte vier Brüder und vier Schwestern. Ulda Camerini wurde am 10. Dezember 1943 zusammen mit ihrer Schwester Emilia Camerini (siehe oben) und deren Söhnen in Reno di Tizzano verhaftet. Die vier hatten versucht, sich in den Bergen zu verstecken. Sie wurden zunächst in einem Lager in Monticelli inhaftiert und wurden danach ins Durchgangslager Fossoli verschleppt. Von hier wurden sie am 5. April 1944 mit dem Transport 9 nach Auschwitz deportiert. Am 10. April 1944 kam der Transport in Auschwitz an. Ulda Camerini wurde am Tag der Ankunft in Auschwitz am 10. April 1944 ermordet. Auch ihre zwei Neffen und ihre Schwester Emilia, die am selben Tag von Fossoli deportiert wurden, haben Auschwitz nicht überlebt. |
|              | HIER WOHNTE ARNALDO CANALI GEBOREN 1894 VERHAFTET 13.7.1944 DEPORTIERT FLOSSENBÜRG ERMORDET 16.11.1944                         | Strada Aurelio Saffi, 13                             | Arnaldo Canali wurde am 23. März 1894 in Parma geboren. Weltkrieg und studierte dann Jura, praktizierte in Parma in der Kanzlei von Agostino Berenini. Er galt als subversiv und antifaschistisch. Im Jahr 1937 wanderte er aus wirtschaftlichen Gründen nach Ostafrika aus, aber auch dort wurde er verfolgt und er kehrte nach Parma zurück. Er begann für das Istituto Nazionale della Previdenza Sociale zu arbeiten und zog er nach Mailand. Er betätigte sich ab 1943 als Partisan, arbeitete in seiner Arbeit mit dem hier tätigen Befreiungskomitee zusammen, dann mit der Partito Comunista Italiano. Er versuchte unter anderem neue Mitglieder für den Befreiungskampf zu rekrutieren. Er wurde verraten und am 13. Juli 1944 verhaftet, zuerst im San-Vittorie Gefängnis inhaftiert und von dort in das Durchgangslager Bozen überstellt und in weiterer Folge in das KZ Flossenbürg deportiert. Arnaldo Canali wurde hier am 16. November 1944 mit einer Peitsche tot geprügelt. |
|              | IN PARMA WOHNTE RENZO CAVALLINA GEBOREN 1921 VERHAFTET 8.9.1943 INTERNIERT BERLIN-LICHTERFELDE BEFREIT                         | Piazza Risorgimento (Eingang zum Stadium E. Tardini) | Renzo Cavallina wurde am 9. August 1921 in Villanova in der Provinz Ferrara geboren. Er war Fußballer. In der Saison 1942/1943 war er Torhüter bei Parma Calcio, dann diente er im 2. Weltkrieg. Am 8. September 1943, wurde Cavallina von deutschen Truppen gefangen genommen und im Stammlager III D interniert. Er hatte nach der Kapitulation Italiens und dem Waffenstillstand von Cassibile den Eid auf die Marionettenregierung der Deutschen verweigert. Er überlebte das Lager. Nach dem Krieg spielte er wieder für Parma, ab 1955 arbeitete er als Trainer. Renzo Cavallina starb 2992 in Parma. |
|              | | Via Sidoli, 70                                       | Pietro Cavazzini (1912–1992) |
|              | HIER WOHNTE ENZO DALL' AGLIO GEBOREN 1923 VERHAFTET 1.8.1944 DEPORTIERT KÖNIGSBERG / KALININGRAD BEFREIT                       | Via Emilia Est 140                                   | Enzo Dall’Aglio (1923–) |
|              | HIER WOHNTE CESARE DELLA PERGOLA GEB. 1935 VERHAFTET 10.12.1943 DEPORTIERT AUSCHWITZ ERMORDET 10.4.1944                        | Via Pomponio Torelli, 10 ·                           | Cesare Davide Della Pergola wurde am 19. Januar 1935 in Parma geboren, seine Eltern waren der Rabbiner Enrico Della Pergola und Emilia Lea Camerini (siehe oben). Er hatte noch einen älteren Bruder, Donato, geboren 1932. Am 10. Dezember 1943 wurde er mit seinem Bruder, seiner Mutter und seiner Tante Ulda Camieri in Reno di Tizzano verhaftet, wo sie sich versteckt hatten. Sie wurden zunächst in ein Lager nach Monticelli verbracht und danach im Durchgangslager Fossoli inhaftiert. Von hier wurde Cesare Della Pergola gemeinsam mit seinem Bruder, Mutter und Tante am 5. April 1944 mit dem Transport 9 nach Auschwitz deportiert. Nach fünf Tagen kam der Transport in Auschwitz an. Cesare Davide Della Pergola wurde am Tag der Ankunft in Auschwitz am 10. April 1944 zusammen mit seiner Tante und seinem Bruder ermordet. Seine Mutter wurde später ebenfalls in Auschwitz ermordet. |
|              | HIER WOHNTE DONATO DELLA PERGOLA GEB. 1932 VERHAFTET 10.12.1943 DEPORTIERT AUSCHWITZ ERMORDET 10.4.1944                        | Via Pomponio Torelli, 10 ·                           | Donato Della Pergola wurde am 30. März 1932 in Parma geboren. Seine Eltern waren der Rabbiner Enrico Della Pergola und Emilia Lea Camerini (siehe oben). Er hatte einen jüngeren Bruder, Cesare, geboren 1935 (siehe oben). Am 10. Dezember 1943 wurde er mit seinem Bruder, seiner Mutter und seiner Tante Ulda Camieri in ihrem Versteck in den Bergen, in Reno di Tizzano, verhaftet. Sie wurden zunächst in einem Lager in Monticelli inhaftiert und wurden danach ins Durchgangslager Fossoli verschleppt. Von hier wurden sie am 5. April 1944 mit dem Transport 9 nach Auschwitz deportiert. Am 10. April 1944 kam der Transport in Auschwitz an. Donato Della Pergola wurde am Tag der Ankunft in Auschwitz am 10. April 1944 ebenso wie seine Tante und sein Bruder ermordet. Seine Mutter wurde kurze Zeit später ebenfalls in Auschwitz ermordet. |
|              | | Vicolo Santa Maria, 6                                | Julka Deskovic (1917–1945) |
|              | HIER WOHNTE ALBA FANO GEB. 1905 VERHAFTET 8.12.1943 DEPORTIERT AUSCHWITZ ERMORDET                                              | Strada del Quartiere, 9 ·                            | Alba Fausta Fano wurde am 23. Dezember 1905 in Soragna geboren. Ihre Eltern waren Enrico Fano (siehe unten) und Giulia Bianchini (siehe oben). Sie hatte einen älteren Bruder - Ermanno Fano, geboren 1903 (siehe unten). Bis auf 1.700 Lire wurde das gesamte Vermögen von Alba Fano nach Inkrafttreten der Rassegesetze von den Nationalsozialisten konfisziert. Am 8. Dezember 1943 wurde sie zusammen mit ihrem Bruder und dessen Familie in Parma verhaftet (nach anderen Angaben erfolgte die Verhaftung bereits am 7. Dezember 1943). Nach der Verhaftung kam sie zuerst in ein Lager nach Monticelli, später ins Durchgangslager Fossoli. Von hier wurde sie – gemeinsam mit anderen Juden aus Parma - am 5. April 1944 mit dem Transport 9 nach Auschwitz deportiert. Am 10. April 1944 kam der Transport in Auschwitz an. Hier verliert sich die Spur von Alba Fausta Fano. Ihr Bruder und seine Familie wurden ebenfalls in Auschwitz ermordet, ihre Eltern haben die Shoah ebenfalls nicht überlebt. |
|              | HIER WOHNTE ENRICO FANO GEB. 1863 VERHAFTET GEFÄNGNIS VON PARMA ERMORDET 25.1.1945                                             | Strada del Quartiere, 9 ·                            | Enrico Fano wurde am 15. Januar 1863 in Soragna geboren. Seine Eltern waren Bonaiuto Fano und Enrichetta Tedeschi. Er hatte einen Bruder - Alessandro Fano (geboren 1870). Enrico Fano war mit Giulia Bianchini (siehe oben) verheiratet. Das Paar hatte zwei Kinder: Ermanno (geboren 1903) und Alba Fausta (geboren 1905). Enrico Fano und seine Frau lebten in Parma. 1938 zog sein Sohn zusammen mit dessen Familie mit in das elterliche Haus. Am 2. August 1944 wurde Enrico Fano in Parma verhaftet. Seine Kinder wurden bereits Monate zuvor verhaftet und deportiert. Enrico Fano starb am 25. Januar 1945 in Parma in der Haft. Seine Frau starb im Durchgangslager Bozen, beide Kinder, die Enkelkinder und auch sein Bruder Alessandro wurden in Auschwitz ermordet. |
|              | HIER WOHNTE ERMANNO FANO GEB. 1903 VERHAFTET 8.12.1943 DEPORTIERT AUSCHWITZ ERMORDET                                           | Strada del Quartiere, 9 ·                            | Ermanno Fano wurde am 26. März 1903 in Soragna geboren. Seine Eltern waren Enrico Fano (siehe oben) und Giulia Bianchini (siehe oben). Er hatte eine Schwester - Alba Fausta Fano, geboren 1905 (siehe oben). Ermanno Fano war promovierter Chemiker und arbeitete seit 1931 als Apotheker in Pellegrino Parmense. Er war verheiratet mit Giorgina Padova. Bis zum Berufsverbot 1938 lebte er mit ihr und den Kindern Luciano (geboren 1932) und Liliana (geboren 1934) in Pellegrino Parmense. 1938 traten die Rassegesetze und damit für Ermanno Fano das Berufsverbot in Kraft. Er zog aufgrund dessen mit seiner Familie zu seinen Eltern nach Parma. Dort arbeitete er als Angestellter in einer Apotheke. 1942 wird dort das dritte Kind der beiden, Robert, geboren. Am 8. Dezember 1943 wurde er mit seiner Familie verhaftet (eine andere Quelle nennt den 7. Dezember 1943) und die Familie wird getrennt. Ermanno Fano wurde in der Festung von Scipione Castello festgesetzt, seine Frau und die Kinder kamen in ein Lager nach Monticelli. Von Scipione Castello wurde er ins Durchgangslager Fossoli deportiert, hier traf er auch wieder auf seine Familie. Gemeinsam mit Frau und Kindern wurde er am 5. April 1944 mit dem Transport 9 nach Auschwitz deportiert. Am 10. April 1944 kam der Transport dort an. Hier verliert sich die Spur von Ermanno Fano. |
|              | HIER WOHNTE LILIANA FANO GEB. 1934 VERHAFTET 8.12.1943 DEPORTIERT AUSCHWITZ ERMORDET 10.4.1944                                 | Strada del Quartiere, 9 ·                            | Liliana Fano wurde am 25. Februar 1934 in Pellegrino Parmense geboren. Ihre Eltern waren Ermanno Fano und Giorgina Padova. Sie hatte zwei Brüder: Luciano (geboren 1932) und Roberto (geboren 1942). Bis 1938 lebte sie mit ihren Eltern in ihrer Geburtsstadt, dann zogen sie zu ihren Großeltern Enrico Fano und Giulia Bianchini nach Parma. Am 8. Dezember 1943 wurde sie zusammen mit ihren Eltern und ihren Brüdern verhaftet (eine andere Quelle nennt den 7. Dezember 1943). Die Familie wurde getrennt, Lilianna Fano, ihre Mutter und ihre Brüder kamen in ein Lager nach Monticelli, Vater Ermanno Fano wurde in Scipione Castello festgesetzt. Von Monticelli kamen sie ins Durchgangslager Fossoli, wo sie auch wieder auf ihren Vater trafen. Am 5. April 1944 wurde die gesamte Familie mit dem Transport 9 nach Auschwitz deportiert. Am 10. April 1944 kam der Transport im Vernichtungslager Auschwitz an. Lilianna Fano wurde unmittelbar nach der Ankunft ermordet. |
|              | HIER WOHNTE LUCIANO FANO GEB. 1932 VERHAFTET 8.12.1943 DEPORTIERT AUSCHWITZ ERMORDET 10.4.1944                                 | Strada del Quartiere, 9 ·                            | Luciano Fano wurde am 16. Februar 1932 in Pellegrino Parmense geboren. Seine Eltern waren Ermanno Fano und Giorgina Padova. Er hatte eine Schwester, Liliana (geboren 1934) und einen Bruder, Roberto (geboren 1942). Bis 1938 lebte er mit seinen Eltern in seiner Geburtsstadt, dann zogen sie zu seinen Großeltern Enrico Fano und Giulia Bianchini nach Parma. Hier besuchte Luciano Fano das Privatinstitut De La Salle, da ihm auf Grund der Rassengesetze der Besuch einer öffentlichen Schule nicht mehr möglich war. Am 8. Dezember 1943 wurde er zusammen mit seinen Eltern und seinen Geschwistern verhaftet (laut anderer Quelle am 7. Dezember 1943). Die Familie wurde getrennt, Luciano Fano, seine Mutter und seine Geschwister kamen in ein Lager nach Monticelli, der Vater Ermanno Fano wurde in Scipione Castello festgesetzt. Von Monticelli kamen sie ins Durchgangslager Fossoli, wo sie auch wieder mit dem Vater zusammentrafen. Am 5. April 1944 wurde die gesamte Familie mit dem Transport 9 nach Auschwitz deportiert. Am 10. April 1944 kam der Transport dort an. Luciano Fano wurde – wie seine Geschwister auch - unmittelbar nach der Ankunft in Auschwitz ermordet. |
|              | HIER WOHNTE ROBERTO FANO GEB. 1942 VERHAFTET 8.12.1943 DEPORTIERT AUSCHWITZ ERMORDET 10.4.1944                                 | Strada del Quartiere, 9 ·                            | Roberto Fano wurde am 27. September 1942 in Parma geboren. Seine Eltern waren Ermanno Fano und Giorgina Padova. Er hatte eine Schwester, Liliana (geboren 1934) und einen Bruder, Luciano (geboren 1936). Er lebte mit seiner Familie im Haus der Großeltern. Am 8. Dezember 1943 wurde der 5 Monate alte Roberto Fano zusammen mit seinen Eltern und seinen Geschwistern verhaftet (eine andere Quelle nennt den 7. Dezember 1943). Die Familie wurde getrennt. Roberto Fano, seine Mutter und seine Geschwister kamen in ein Lager nach Monticelli, Vater Ermanno Fano wurde in Scipione Castello inhaftiert. Von Monticelli kamen sie ins Durchgangslager Fossoli, wo sie auch wieder auf seinen Vater trafen. Am 5. April 1944 wurde die gesamte Familie mit dem Transport 9 nach Auschwitz deportiert. Am 10. April 1944 kam der Transport dort an. Roberto Fano und seine Familie haben die Shoah nicht überlebt. |
|              | HIER ARBEITETE GIORGIO NULLO FOÀ GEB. 1919 VERHAFTET 29.9.1943 DEPORTIERT AUSCHWITZ ERMORDET 4.2.1944                          | Piazza Garibaldi, 1 ·                                | Giorgio Nullo Foà wurde am 27. März 1919 in Parma geboren. Seine Eltern waren Enea Foà und Doralice Muggia. Foà wurde am 29. September 1943 in Parma im Saatgutgeschäft, in dem er arbeitete, auf Grund seiner jüdischen Herkunft verhaftet. Er wurde im Gefängnis San Vittore in Mailand inhaftiert und wurde am 6. Dezember 1943 mit dem Transport 5 nach Auschwitz deportiert. Der Transport kam am 11. Dezember 1943 in Auschwitz an, Nullo Foà erhielt die Nummer 167991. Giorgio Nullo Foà verlor am 4. Februar 1944 in Auschwitz sein Leben. An die Deportation nach Auschwitz erinnert die Namensinschrift von Giorgio Nullo Foá an der Gedenkstätte am Mailänder Hauptbahnhof. Auch seine Mutter Doralice Muggia hat die Shoah nicht überlebt, sie verlor ihr Leben während der Deportation. |
|              | HIER STUDIERTE GIORGIO NULLO FOÀ GEBOREN 1919 VERHAFTET 29.9.1943 DEPORTIERT AUSCHWITZ ERMORDET 4.2.1944                       | Viale Maria Luigia, 1 (Liceo Romagnosi)              | Giorgio Nullo Foà (Biografie siehe) |
|              | HIER WOHNTE GIUSEPPE FRAGNI GEBOREN 1922 VERHAFTET 15.4.1944 INTERNIERT GRAZ-EGGENBERG BEFREIT                                 | Strada Nino Bixio, 151                               | Giuseppe Fragni wurde am 22. August 1922 in Parma geboren. Er war Gießer und diente im 2. Weltkrieg. Am 8. September 1943 desertierte er und schloss sich dem Widerstand an. Er wurde Teil der Brigate Garibaldi, Abteilung „Griffith“, sein Deckname war „Dante“. Am 14. oder 15. April 1944 wurde er zusammen mit anderen Partisanen von nationalsozialistischen Truppen gefangen genommen. Fragni wurde in Parma vor Gericht gestellt und am 20. April 1944 zum Tode verurteilt. Die Strafe wurde ausgesetzt, nachdem es zu zivilen Protesten gegen die Todesurteile kam und er wurde in das Lager Graz-Eggenberg deportiert. Giuseppe Fragni wurde am 20. Mai 1945 befreit. |
|              | HIER WOHNTE UGO FRANCHINI GEBOREN 1929 VERHAFTET 24.12.1944 DEPORTIERT MAUTHAUSEN ERMORDET 9.4.1945 GUSEN                      | Via Pellegrino Strobel (an der Bushaltestelle)       | Ugo Franchini wurde am 4. Mai 1929 in Parma geboren. Er hatte vier Geschwister, darunter Mario, Enzo und William. Seine Eltern, seine Mutter Näherin, sein Vater Gepäckträger, waren Antifaschisten. Franchini machte eine Schneiderlehre. Sein Vater starb 1939, finanziell war es schwierig für die Familie. Nach dem Waffenstillstand von Cassibile beteiligte er sich zusammen mit seinen Brüdern Enzo und Mario an einer Waffensammlungsaktion zur Ausstattung der Partisanen. Sein Bruder William kämpfte bereits als Partisane. Auch Ugo Franchini schloss sich mit Enzo und Mario den Partisanengruppen an, Ugo Franchinis Deckname war „Scampolo“. Zusammen mit Mario ging er zur Brigate Garibaldi. Am 24. Dezember 1944 wurde er bei einer Razzia gefangen genommen, im San-Vittore-Gefängnis inhaftiert und von dort in das KZ Mauthausen deportiert. Im Februar 1945 traf der Transport in Mauthausen ein, zwei Tage später wurde er in das Außenlager Gusen überstellt. Ugo Franchini wurde dort wenige Wochen vor seinem 16. Geburtstag ermordet. Sein Bruder fiel im Kampf gegen die Nazis in Montenegro. |
|              | HIER WOHNTE EUGENIO FRIGERI GEBOREN 1926 VERHAFTET DEPORTIERT GUSEN ERMORDET 20.3.1945                                         | Piazzale Santa Croce 9                               | Eugenio Frigeri (1926–1945) |
|              | HIER STUDIERTE PIERO IOTTI GEBOREN 1926 VERHAFTET 15.11.1944 DEPORTIERT MAUTHAUSEN-GUSEN BEFREIT                               | Strada Costituente, 4/a                              | Piero Iotti, auch Pietro Iotti, wurde am 25. April 1926 in Sant’Ilario d’Enza geboren. Nach seinem Abitur studierte er in Parma Ingenieurswesen, konnte das Studium aber nicht abschließen, da er am 15. November 1944 als Partisan und Antifaschist in seiner Wohnung vom SD verhaftet wurde. Er wurde zuerst in das Palazzo Rolli gebracht. Dort wurde ein Kamerad beim Verhör zu Tode gefoltert, ein weiterer gestand, verschwieg aber Details zu Iotti. Dieser wurde ins San-Vittore-Gefängnis überstellt. Er wurde in das Durchgangslager Bozen deportiert und von dort am 4. Januar 1945 in das KZ Mauthausen verbracht. Die Fahrt nach Mauthausen dauerte vier Tage, der Gefangene bekam weder Nahrung noch Wasser. Am 5. Mai 1945 wurde das Lager, und damit Piero Iotti, befreit. Er kehrte in seine Heimatgemeinde zurück. Er blieb weiterhin politisch aktiv, von 1951 bis 1960 war er Bürgermeister von Sant’Ilario d’Enza, danach wurde er Stadtrat der Gemeinde Reggio Emilia. Es war ihm wichtig seine Erinnerungen zu bewahren, Zeugnis abzulegen. Im Jahr 2003 erhielt er den Verdienstorden der Italienischen Republik. Zwei Jahre später erschien sein Buch über seine Erinnerungen von Mauthaus, Sono dov'è il mio corpo: memoria di un ex deportato a Mauthausen. Piero Iotti starb am 9. März 2016. |
|              | HIER WOHNTE MARCELLO JANNUCCI GEBOREN 1921 VERHAFTET 10.10.1943 INTERNIERT IN BELGRAD BEFREIT EBENSEE                          | Via Racagni, 12 Parma                                | Marcello Jannucci (1921-) |
|              | HIER WOHNTE LUCIANO JASCHI GEBOREN 1925 VERHAFTET 10.1.1945 DEPORTIERT MAUTHAUSEN ERMORDET 18.4.1945 GUSEN                     | Via Navetta, 33 Parma                                | Luciano Jaschi (1925–1945) |
|              | HIER WOHNTE SERGIO LARINI GEBOREN 1921 VERHAFTET 23.10.1943 INTERNIERT IN ATHEN BEFREIT HOHENSTEIN                             | Borgo Pace, 8 Parma                                  | Sergio Larini (1921-) |
|              | HIER WOHNTE FORTUNATA LEVI GEB. 1869 VERHAFTET 21.7.1944 DEPORTIERT AUSCHWITZ ERMORDET 6.8.1944                                | Strada Nino Bixio, 116 ·                             | Fortunata Levi wurde am 27. April 1869 in Busseto geboren. Sie war die Tochter von Davide Levi. Sie hatte fünf Geschwister: Libera (geboren 1863), Eleonora (geboren 1884), Annetta (geboren 1888), Vittoria (geboren 1889) und Carlo (geboren 1895). Fortunata Levi wurde im Juli 1944 zusammen mit ihrer Schwester Libera in Parma verhaftet. Sie wurde ins Durchgangslager Fossoli deportiert und von dort am 2. August 1944 mit dem Transport 14 nach Auschwitz deportiert. Am 6. August kam der Transport in Auschwitz an. Fortunata Levi und ihre Schwester wurden am Tag der Ankunft ermordet. Ihre in Turin lebende Halbschwester Eleonora wurde 1944 verhaftet und am 10. April 1944 in Auschwitz ermordet, deren Sohn Cesare Tedeschi starb 1945 ebenfalls in Auschwitz. Ihre in Saluzzo lebende Halbschwester Annetta wurde 1943 verhaftet und 1944 nach Auschwitz deportiert, auch sie überlebte die Shoah nicht. Ihre Halbschwester Vittoria, die auf Rhodos lebte, wurde 1944 zusammen mit ihren drei Kindern und zwei Enkelkindern verhaftet und nach Auschwitz deportiert, niemand von ihnen hat überlebt. Der in Venedig lebende Halbbruder Carlo wurde 1944 verhaftet und überlebte ebenfalls die Haft nicht. |
|              | HIER WOHNTE LIBERA LEVI GEB. 1863 VERHAFTET 21.7.1944 DEPORTIERT AUSCHWITZ ERMORDET 6.8.1944                                   | Strada Nino Bixio, 116 ·                             | Libera Levi wurde am 3. Januar 1863 in Busseto geboren. Sie war die Tochter von Davide Levi. Sie hatte mehrere Geschwister: Fortunata (geboren 1869), Eleonora (geboren 1884), Annetta (geboren 1888), Vittoria (geboren 1889) und Carlo (geboren 1895). Libera Levi wurde im Juli 1944 zusammen mit ihrer Schwester Fortunata in Parma verhaftet. Sie wurde ins Durchgangslager Fossoli verschleppt. Am 2. August 1944 wurde sie gemeinsam mit ihrer Schwester Fortunata mit dem Transport 14 nach Auschwitz deportiert. Libera Levi und ihre Schwester wurden am Tag der Ankunft in Auschwitz ermordet. |
|              | HIER WOHNTE RENZO MOSÈ LEVI GEB. 1887 VERHAFTET 27.9.1943 DEPORTIERT MAUTHAUSEN ERMORDET 20.3.1945                             | Via Felice Cavallotti, 30 ·                          | Renzo Mosè Levi wurde am 3. Februar 1887 in Soragna geboren. Seine Eltern waren Abramo Levi und Giulia Bosch. Er war verheiratet mit Elena Foà. Das Paar hatte zwei Söhne: Bruno und Fausto. Renzo Levi bekam den Rat, das Land lieber zu verlassen, doch er fühlte sich sicher. Am 27. September 1943 wurde er in Soragno verhaftet, kam in ein Gefängnis nach Parma, von dort ins Scipione Castello. Von dort wurde er ins Durchgangslager Fossoli verschleppt und schließlich am 5. April 1944 mit dem Transport 9 nach Auschwitz deportiert. Er wurde nach Mauthausen überstellt, wo Renzo Mosè Levi am 20. März 1945 in einer Gaskammer ermordet wurde. Sein Sohn Bruno starb in Israel, sein Sohn Fausto war Präsident der Jüdischen Gemeinde in Parma und gründete hier das Museo Ebraico Fausto Levi. |
|              | HIER WOHNTE LUIGI LONGHI GEBOREN 1925 VERHAFTET 14.2.1944 DEPORTIERT DACHAU ERMORDET 7.3.1945 ÜBERLINGEN                       | Via della Salute, 46                                 | Luigi Longhi (1925–1945) |
|              | HIER ARBEITETE LUIGI LONGHI GEBOREN 1925 VERHAFTET 14.2.1944 DEPORTIERT DACHAU ERMORDET 7.3.1945 ÜBERLINGEN                    | Via Cavestro, 8/a                                    | Luigi Longhi (1925–1945) |
|              | HIER WOHNTE LUIGI LUSARDI GEBOREN 1895 VERHAFTET 31.1.1944 DEPORTIERT MAUTHAUSEN ERMORDET 20.2.1945 EBENSEE                    | Via XX Marzo, 9 Parma                                | Luigi Lusardi (1895–1945) |
|              | HIER WOHNTE DORALICE MUGGIA GEBOREN 1876 VERHAFTET 1944 INTERNIERT BOZEN ERMORDET MERANO                                       | Strada dell'Università, 9                            | Doralice Muggia |
|              | HIER WOHNTE IDA MUSSINI VERHEIRATETE POLIZZI GEB. 1906 VERHAFTET 31.7.1944 DEPORTIERT RAVENSBRUECK FLOSSENBUERG BEFREIT        | Vicolo Santa Maria, 6 ·                              | Ida Mussini wurde am 1. Januar 1906 geboren. Gegen den Widerstand ihrer Familie heiratet sie 1924 Secondo (auch Ernesto genannt) Polizzi, einem Zimmermann. Das Paar hatte drei Kinder, Laura Polizzi (geboren 1924), Primo Polizzi (geboren 1925) und Lina Polizzi (geboren 1926). Die Familie Polizzi organisierte den Widerstandskampf in Parma, es fanden im Haus der Familie viele Treffen von Widerstandskämpfern statt. 1944 wurde Ida Mussini zusammen mit ihrem Mann und ihrer Tochter Lina sowie weiteren Widerstandskämpfern verhaftet. Ida Mussini wurde ebenso wie ihr Mann und ihre Tochter während der Haft gefoltert und verhört, schließlich wurden sie und ihre Tochter in das KZ Ravensbrück deportiert, Ida Mussini anschließend in das KZ Flossenbürg. Hier erhielt sie die Gefangenennummer 65526. Ida Mussini wurde befreit, kehrte nach Parma zurück. Sie starb am 15. Oktober 1964. Ihre Tochter Laura ging in den Widerstand und überlebte ebenfalls, sie war das einzige Familienmitglied, das nicht in ein Konzentrationslager deportiert wurde. Auch ihre anderen Kinder, die sich ebenfalls am Widerstandskampf beteiligten, haben die Konzentrationslager überlebt. Ihr Ehemann Secondo Polizzi wurde im KZ ermordet (siehe unten). |
|              | HIER WOHNTE AUGUSTO OLIVIERI GEBOREN 1891 VERHAFTET 20.3.1944 DEPORTIERT 1944 MAUTHAUSEN-GUSEN ERMORDET 29.4.1945              | Viale Vittorio Bottego, 10                           | Augusto Olivieri |
|              | HIER WOHNTE GIORGINA PADOVA VERHEIRATETE FANO GEB. 1905 VERHAFTET 8.12.1943 DEPORTIERT AUSCHWITZ ERMORDET                      | Strada del Quartiere, 9 ·                            | Giorgina Padova wurde am 29. September 1905 in Florenz geboren. Ihre Eltern waren Angelo Padova und Ida Lopez. Sie war verheiratet mit Ermanno Fano (siehe oben). Das Paar hatte drei Kinder: Luciano (geboren 1932), Liliana (geboren 1934) und Roberto (geboren 1934). Bis 1938 lebte die Familie in Pellegrino Parmense. Nach dem Berufsverbot ihres Ehemannes zog sie gemeinsam mit ihrem Ehemann und ihren Kindern zu ihren Schwiegereltern nach Parma. Am 8. Dezember 1943 wurde sie zusammen mit ihren Kindern und dem Ehemann verhaftet (eine andere Quelle nennt den 7. Dezember 1943). Die Familie wurde getrennt, Giorgina Padova und ihre Kinder kamen in ein Lager nach Monticelli, Ehemann Ermanno Fano wurde in Scipione Castello festgesetzt. Von Monticelli kamen sie ins Durchgangslager Fossoli, wo sie auch wieder auf Ermanno Fano trafen. Am 5. April 1944 wurde die gesamte Familie mit dem Transport 9 nach Auschwitz deportiert. Am 10. April 1944 kam der Transport dort an. Giorgina Padova und ihre Familie haben die Shoah nicht überlebt. |
|              | HIER WOHNTE LINA POLIZZI GEB. 1926 VERHAFTET 31.7.1944 DEPORTIERT RAVENSBRUECK BEFREIT                                         | Vicolo Santa Maria, 6 ·                              | Lina Polizzi wurde 1926 in Parma geboren. Ihre Eltern waren Secondo (auch Ernesto genannt) Polizzi und Ida Mussini. Sie hatte zwei Geschwister: Laura (geboren 1924) und Primo (geboren 1925). Die Familie Polizzi organisierte den Widerstandskampf in Parma, es fanden im Haus der Familie viele Treffen von Widerstandskämpfern statt. Lina und ihre Geschwister schlossen sich dem bewaffneten Widerstandskampf gegen das NS-Regime an. Lina Polizzi gehörte dem XII. Brigata Garibaldi an. Zusammen mit ihrem Onkel Luigi Porcari, der ebenfalls aktiv am Widerstandskampf teilnahm, wurde sie Anfang 1944 verhaftet. Sie kam für ein Monat in das Gefängnis San Francesco in Parma. Nach ihrer Freilassung beteiligte sie sich erneut an Aktionen des Widerstands. Am 31. Juli 1944 wurde sie zusammen mit ihren Eltern und weiteren Widerstandskämpfern verhaftet. Sie und ihre Mutter wurden im September 1944 nach Ravensbrück deportiert. Dort war Lina Polizzi im Block 17 inhaftiert. Nach der Befreiung durch die Rote Armee wurde sie auf Grund gesundheitlicher Schäden in ein Krankenhaus in Lübeck eingewiesen. Mitte September 1945 kehrte sie nach Parma zurück. Hier starb sie 1984. Ihre Geschwister und ihre Mutter überlebten ebenfalls, ihr Vater wurde in Mauthausen ermordet. |
|              | HIER WOHNTE PRIMO POLIZZI GEB. 1925 VERHAFTET 4.11.1944 DEPORTIERT MAUTHAUSEN GUSEN BEFREIT                                    | Vicolo Santa Maria, 6 ·                              | Primo Polizzi Primo (auch Manetto), Polizzi wurde am 1. Dezember 1925 in Parma geboren. Seine Primo Eltern waren Secondo (auch Ernesto genannt) Polizzi und Ida Mussini. Er hatte zwei Geschwister: Laura (geboren 1924) und Lina (geboren 1926). Die Familie Polizzi organisierte den Widerstandskampf in Parma. Primo Polizzi schloss sich wie seine Geschwister dem bewaffneten Widerstandskampf gegen das NS-Regime an. Am 4. November 1944 wird Primo Polizzi verhaftet. Im Gefängnis wurde er gefoltert. Am 1. Februar 1945 wurde er von Bozen nach Mauthausen deportiert. Er hatte in Bozen angegeben, dass er Zimmermann wäre, da er hoffte, so in das gleiche Lager wie sein Vater zu kommen. Er erhielt in Mauthausen die Nummer 126362 und musste Zwangsarbeit in einem Granitsteinbruch verrichten. Mit einem Todesmarsch kam er nach Gusen, hier wurde er für den Bau von Messerschmitt-Flugzeugen eingesetzt. Im Mai 1945 wurde er aus dem KZ Gusen befreit. Am 29. Juni 1945 kommt er wieder in Parma an. Im Jahr 1947 lernte er Angiolina kennen, die später seine Frau werden sollte. Primo Polizzi starb am 30. November 2000 in Parma. Seine Schwestern und seine Mutter überlebten ebenfalls, sein Vater wurde in Mauthausen ermordet. |
|              | HIER WOHNTE SECONDO POLIZZI GENANNT ERNESTO GEB. 1898 VERHAFTET 31.7.1944 DEPORTIERT MAUTHAUSEN ERMORDET 22.4.1945             | Vicolo Santa Maria, 6 ·                              | Secondo Polizzi (auch Ernesto) wurde 1898 in Fidenza geboren. Er war Zimmermann. Bereits in den 1920er Jahren kämpfte er aktiv gegen Mussolini. 1924 heiratete er Ida Mussini. Das Paar hatte drei Kinder, Laura (geboren 1924), Primo (geboren 1925) und Lina (geboren 1926). Die Familie Polizzi organisierte den Widerstandskampf in Parma. 1944 wurde Secondo Polizzi zusammen mit seiner Ehefrau und seiner Tochter Lina sowie weiteren Widerstandskämpfern verhaftet. Secondo Polizzi wurde während seiner Haft gefoltert. Man gab ihm die Gelegenheit zur Flucht, die er nicht nutzte, da er seine Familie nicht zurücklassen wollte. Er wurde nach Mauthausen deportiert. Dort gab er laut Zeugenaussagen seine Essensrationen sehr oft an jüngere Häftlinge. Kurz vor Befreiung des Lagers, am 22. April 1945, starb Secondo Polizzi. Seine Frau und die Kinder konnten überleben. |
|              | HIER WOHNTE GINO RAVANETTI GEBOREN 1910 GEFANGEN GENOMMEN 8.9.1943 INTERNIERT 1943 FALLINGBOSTEL HILDESHEIM ERMORDET 20.3.1944 | Via Emilia Est, 54                                   | Gino Ravanetti |
|              | | Viale Cocconi,30                                     | Emilio Soncini (1915–1944) |
|              | HIER WOHNTE SAMUEL SPRITZMAN GEBOREN 1904 VERHAFTET 20.11.1943 DEPORTIERT AUSCHWITZ-BIRKENAU GROSS-ROSEN LANDESHUT BEFREIT     | Stradone Martiri della Libertà, 13                   | Samuel Spritzman |
|              | HIER WOHNTE GUIDO TOSCANI GEBOREN 1922 VERHAFTET 15.8.1944 DEPORTIERT CHORZOW/KÖNIGSHÜTTE BEFREIT                              | Via D’Azeglio 23                                     | Guido Toscani (1922–) |
|              | HIER WOHNTE MICHELE VALENTI GEBOREN 1894 VERHAFTET 8.9.1943 INTERNIERT MEPPEN BEFREIT                                          | Viale F. e G. L. Basetti, 14                         | Michele Valenti |
|              | HIER WOHNTE FERDINANDO VIGNALI GEBOREN 1920 VERHAFTET DEPORTIERT MAUTHAUSEN-GUSEN ERMORDET 4.2.1945                            | Via della Salute 43                                  | Ferdinando Vignali (1920–1945) |
|              | HIER WOHNTE ARISTIDE ZANACCA GEBOREN 1903 VERHAFTET 8.1.1945 DEPORTIERT MAUTHAUSEN ERMORDET 28.2.1945                          | Via Corso Corsi 58                                   | Aristide Zanacca (1903–1945) |

### Sala Baganza
In Sala Baganza wurde ein Stolperstein verlegt.
| Stolperstein | Übersetzung                                                                                       | Verlegeort                          | Name, Leben              |
| ------------ | ------------------------------------------------------------------------------------------------- | ----------------------------------- | ------------------------ |
|              | HIER WOHNTE DAVIDE APFEL GEBOREN 1871 VERHAFTET 6.12.1943 DEPORTIERT AUSCHWITZ ERMORDET 10.4.1944 | Via V. Emanuele II, 34 Sala Baganza | Davide Apfel (1871–1944) |

### Salsomaggiore Terme
In Salsomaggiore Terme wurden am 24. Januar 2022 drei Stolpersteine an zwei Adressen verlegt.
| Stolperstein | Übersetzung                                                                                                 | Verlegeort                       | Name, Leben    |
| ------------ | --- | -------------------------------- | -------------- |
|              | HIER WOHNTE PIETRO CORSINI GEBOREN 1924 VERHAFTET 11.1.1945 DEPORTIERT MAUTHAUSEN ERMORDET 27.4?.1945 GUSEN | Viale Crispi, 8                  | Pietro Corsini |
|              | HIER WOHNTE ANNA KRESIC GEBOREN 1900 VERHAFTET 21.2.1944 DEPORTIERT BERGEN-BELSEN ERMORDET                  | Piazza della Libertà, 1, Arkaden | Anna Kresic    |
|              | HIER WOHNTE DRAGICA OBLATH GEBOREN 1924 VERHAFTET 21.2.1944 DEPORTIERT AUSCHWITZ ERMORDET                   | Piazza della Libertà, 1, Arkaden | Dragica Oblath |

### San Secondo Parmense
In San Secondo Parmense wurden am 25. Januar 2022 drei Stolpersteine an einer Adresse verlegt.
| Stolperstein | Übersetzung                                                                                            | Verlegeort              | Name, Leben       |
| ------------ | --- | ----------------------- | ----------------- |
|              | HIER WOHNTE FEIGEL HAENDLER GEBOREN 1893 VERHAFTET 7.12.1943 DEPORTIERT AUSCHWITZ ERMORDET             | Piazza Giuseppe Mazzini | Feigel Haendler   |
|              | HIER WOHNTE KURT SCHIFFELDRIN GEBOREN 1931 VERHAFTET 7.12.1943 DEPORTIERT AUSCHWITZ ERMORDET 10.4.1944 | Piazza Giuseppe Mazzini | Kurt Schiffeldrin |
|              | HIER WOHNTE MOSÉ SCHIFFELDRIN GEBOREN 1890 VERHAFTET 20.3.1944 DEPORTIERT AUSCHWITZ ERMORDET           | Piazza Giuseppe Mazzini | Mosé Schiffeldrin |

### Sissa Trecasali
Vor dem Rathaus von Sissa Trecasali wurden am 23. Januar 2021 drei Stolpersteine verlegt.
| Stolperstein | Übersetzung                                                                                         | Verlegeort                          | Name, Leben |
| ------------ | --------------------------------------------------------------------------------------------------- | ----------------------------------- | --- |
|              | HIER WOHNTE RINO ADORNI GEBOREN 1926 VERHAFTET 15.11.1944 DEPORTIERT DACHAU BEFREIT                 | Vor dem Rathaus von Sissa Trecasali | Rino Adorni wurde am 25. Januar 1922 in Trecasali geboren. Er war Widerstandskämpfer gegen das NS-Regime und schloss sich den bewaffneten Untergrundbrigaden an. Adorni wurde Mitglied der 78. Brigata SAP “Val Ceno” und bekam den Kampfnamen Marchese. Am 15. November 1944 wurde er in der Bassa Parmense gefangen genommen. Er wurde noch in den letzten Kriegswochen, kurz vor dem Untergang des NS-Regimes, in das Konzentrationslager Dachau deportiert. Am 25. März 1945 wurde er dort mit der Häftlingsnummer 146489 registriert. Rino Adorni überlebte die KZ-Haft und wurde von den Alliierten befreit. |
|              | HIER WOHNTE JACOB MUSAFIA GEBOREN 1895 VERHAFTET 4.12.1943 DEPORTIERT AUSCHWITZ ERMORDET 10.4.1944  | Vor dem Rathaus von Sissa Trecasali | Jacob Musafia wurde am 8. November 1895 in Sarajevo, damals Österreich-Ungarn, geboren. Seine Eltern waren Kalman/Kalmi Musafia und Matilde, geborene Rifka. Nach der Besetzung Jugoslawiens durch die Achsenmächte flüchteten er und seine Familie, weil sie Juden waren, nach Split, damals unter Kontrolle der italienischen Regierung. Die Behörden der Stadt sandten die Familie im Dezember 1941 in die Gemeinde Sissa, wo sie „freier Internierung“ unterlagen - das heißt, dass die Familienmitglieder die Stadt nicht verlassen durften. Jacob Musafia und die Seinen integrierten sich gut. Nach der deutschen Machtübernahme in weiten Teilen Italiens im September 1943 konnten sie sich in einem Geräteschuppen verstecken. Die Familie wurde von Einheimischen versorgt, die meisten Familienmitglieder konnten mit Hilfe falscher Papiere in die Schweiz flüchten. Jacob Musafia und sein Bruder Haim wollten Richtung Süden flüchten, wurden jedoch am 4. Dezember 1943 in Florenz entdeckt und verhaftet. Sie wurden zuerst im Gefängnis Murate inhaftiert, dann im Lager Scipione. Sein Bruder erkrankte, kam in ein Spital in Parma und konnte mit Hilfe einer Krankenschwester flüchten. Er gelangte in die Schweiz. Jacob Musafia hingegen wurde in das Durchgangslager Fossoli überstellt und am 5. April 1944 nach Auschwitz deportiert und dort vom NS-Regime ermordet, laut Stolperstein unmittelbar nach der Ankunft am 10. April 1944. Auch seine Eltern sollen im Zuge der Shoah ermordet worden sein, und zwar im Vernichtungslager Jasenovac. |
|              | HIER WOHNTE RENO TINELLI GEBOREN 1913 VERHAFTET 9.9.1943 INTERNIERT GROSS LÜBARS ERMORDET 26.7.1944 | Vor dem Rathaus von Sissa Trecasali | Reno Tinelli wurde am 11. September 1913 in Sissa geboren. Nach Ausbruch des Zweiten Weltkriegs wurde er eingezogen und diente im 65. Infanterie-Regiment des italienischen Heeres. Am 9. September 1943 wurde er von deutschen Streitkräften in Ljubljana, damals Provincia di Lubiana, gefangen genommen. Tinelli wurde nach Ostpreußen verschleppt und als IMI (italienischer Militärinternierter) im Stalag I A in Stablack interniert. Er wurde in der Folge nach Brandenburg, in das Stalag IV B nahe Mühlberg/Elbe, überstellt, später nach Sachsen-Anhalt, in das Stalag XI A nahe Altengrabow. Reno Tinelli wurde zur Zwangsarbeit im Nebenlager Gross-Lübars eingeteilt und kam dort aufgrund der unmenschlichen Lebens- und Arbeitsbedingungen am 26. Juli 1944 ums Leben. |

### Soragna
In Soragna wurden am 28. Januar 2022 zwei Stolpersteine an einer Adressen verlegt.
| Stolperstein | Übersetzung | Verlegeort            | Name, Leben        |
| ------------ | --- | --------------------- | ------------------ |
|              | HIER WOHNTE WILHELM HOCHBERGER GEBOREN 1919 VERHAFTET 30.11.1943 DEPORTIERT AUSCHWITZ ERMORDET 6.2.1945 MAUTHAUSEN | Piazzale Meli Lupi, 1 | Wilhelm Hochberger |
|              | HIER WOHNTE RENZO MOSE LEVI GEBOREN 1887 VERHAFTET 27.9.1943 DEPORTIERT MAUTHAUSEN ERMORDET 20.3.1945              | Piazzale Meli Lupi, 1 | Renzo Mosé Levi    |

### Sorbolo Mezzani
In Sorbolo Mezzani wurden zwölf Stolpersteine an sieben Adressen verlegt.
| Stolperstein | Übersetzung | Verlegeort                                                                                     | Name, Leben |
| ------------ | --- | ---------------------------------------------------------------------------------------------- | --- |
|              | | Via Mosconi, 2 Mezzano Inferiore                                                               | Miscia Alkalay (1892–1943/45) |
|              | | Via Mosconi, 2 Mezzano Inferiore                                                               | Josif Alkalay (1900–1943/45) |
|              | HIER WOHNTE AVRAM BARUCH JG. 1911 VERHAFTET 4.12.1943 DEPORTIERT AUSCHWITZ ERMORDET                                                               | Mezzano inferiore, Via Martiri della Libertà, 22                                               | Avram Baruch |
|              | HIER WOHNTE NATAN BARUCH JG. 1905 VERHAFTET 4.12.1943 DEPORTIERT AUSCHWITZ BEFREIT                                                                | Mezzano inferiore, Via Martiri della Libertà, 22                                               | Natan Baruch |
|              | HIER WOHNTE CAROLINA BLUM GEBOREN 1881 VERHAFTET 11.12.1943 INTERNIERT MONTICELLI TERME, FOSSOLI DEPORTIERT AUSCHWITZ-BIRKENAU ERMORDET 10.4.1944 | Sorbolo, Via Gramsci, 16                                                                       | Carolina Blum wurde am 21. Februar 1881 in Sulz im Elsass geboren. Ihre Eltern waren Bernardo Blum Gelweiler und Rachele Kohn. Sie war französische Staatsbürgerin und lebte zumindest 1943 in Genua. Gemeinsam mit der Familie Fontana-Salvarani, die aus der Provinz Parma stammte, zog sie am 22. September 1943 nach Sorbolo. Dort wurde sie am 30. November 1943 verhaftet, war zuerst im Campo Monticelli und danach im Durchgangslager Fossoli interniert. Am 5. April 1944 wurde sie mit dem Transport Nr. 9 von Fossoli in das Vernichtungslager Auschwitz deportiert. Carolina Blum wurde unmittelbar nach der Ankunft des Transportes in Auschwitz, am 10. April 1944, in einer Gaskammer ermordet. |
|              | | Strada della Resistenza 55 Casale di Mezzani                                                   | Giacomo Fontanili (1924–1945) |
|              | HIER WOHNTE JACOB ISAKOVIC GEBOREN 1899 VERHAFTET 4.12.1943 INTERNIERT SCIPIONE, FOSSOLI DEPORTIERT 1944 AUSCHWITZ ERMORDET                       | Mezzano inferiore, Via Castello, 14                                                            | Jacob Isakovic wurde am 7. Juni 1899 in Belgrad, damals Hauptstadt des Königreichs Serbien, geboren. Seine Eltern waren Josef Isakovic und Lenke Altaras. Er heiratete Rachele Scioamovic (geboren 1913 in Niš), das Paar hatte zumindest einen Sohn, Josif (geboren 1937 in Belgrad). Die Familie zog nach Italien. Am 20. November 1943 wurden sie in Mezzani verhaftet. Jacob Isakovic kam in das Lager Scipione, seine Frau und sein Sohn in das Lager Monticelli. Danach wurden alle drei Familienangehörigen in das Durchgangslager Fossoli überstellt und von dort am 5. April 1944 mit dem Transport Nr. 9 in das Vernichtungslager Auschwitz deportiert. Unmittelbar nach der Ankunft am 10. April 1944 wurde sein Sohn in einer der Gaskammern ermordet. Auch Jacob Isakovic und seine Frau überlebten die Shoah nicht. Sie wurden zu einem unbekannten Zeitpunkt vom NS-Regime ermordet.                 |
|              | HIER WOHNTE JOSIF ISAKOVIC GEBOREN 1937 VERHAFTET 4.12.1943 INTERNIERT MONTICELLI TERME, FOSSOLI DEPORTIERT 1944 AUSCHWITZ ERMORDET 10.4.1944     | Mezzano inferiore, Via Castello, 14                                                            | Josif Isakovic wurde am 10. März 1937 in Belgrad, damals Hauptstadt des Königreichs Jugoslawien, geboren. Seine Eltern waren Jacob Isakovic und Rachele Scioamovic. Die Familie zog nach Italien. Am 20. November 1943 wurden er und seine Eltern in Mezzani verhaftet. Josif Isakovic und seine Mutter wurden zuerst im Lager Monticelli interniert, dann im Durchgangslager Fossoli. Von dort wurde die dreiköpfige Familie am 5. April 1944 mit dem Transport Nr. 9 in das Vernichtungslager Auschwitz deportiert. Josif Isakovic wurde unmittelbar nach der Ankunft des Transportes, am 10. April 1944, in einer der Gaskammern ermordet. Auch sein Vater und seine Mutter überlebten die Shoah nicht. Sie wurden zu einem unbekannten Zeitpunkt vom NS-Regime ermordet. |
|              | | Via Mosconi, 2 Mezzano Inferiore                                                               | Sultana Levi (1908–1943/45) |
|              | HIER WOHNTE EVARISTO SACCANI GEBOREN 1911 VERHAFTET 2.1.1945 DEPORTIERT MAUTHAUSEN ERMORDET 23.3.1945 AMSTETTEN                                   | Viale Martiri della Libertà                                                                    | Evaristo Saccani wurde am 14. April 1911 in Sorbolo geboren. Er war Arbeiter und beteiligte sich ab September 1944 am Widerstand gegen den Nazifaschismus. Saccani trug den Kampfnamen Pellico und gehörte der 78° Brigade SAP an. Er führte diverse Geheimoperationen und Sabotageakte gegen das Regime aus. Am 2. Januar 1945 wurde er von den Deutschen verhaftet, nachdem er von einem Genossen unter Folter verraten worden war. Er wurde im Gefängnis San Francesco von Parma inhaftiert und dann in das KZ Mauthausen deportiert. Dort langte er am 4. Februar 1945 ein. Dort verliert sich auch seine Spur. Evaristo Saccani wurde noch in den letzten Tagen des Krieges vom NS-Regime ermordet. Sein Leichnam wurde nie gefunden. Laut Stolpersteininschrift wurde er im KZ-Außenlager Amstetten am 23. März 1945 ermordet. In Parma ist eine Straße nach ihm benannt.                                     |
|              | HIER WOHNTE RACHELE SCIOAMOVIC GEBOREN 1913 VERHAFTET 30.11.1943 INTERNIERT MONTICELLI TERME, FOSSOLI DEPORTIERT 1944 AUSCHWITZ ERMORDET          | Mezzano inferiore, Via Castello, 14                                                            | Rachele Scioamovic wurde am 10. November 1913 in Niš, damals Königreich Serbien, geboren. Ihre Eltern waren Misha Scioamovic und Berta Jacob. Sie heiratete den aus Belgrad stammenden Jacob Isakovic. Das Paar hatte zumindest einen Sohn, Josif (geboren 1937 in Belgrad). Die Familie zog nach Italien. Am 20. November 1943 wurden sie in Mezzani verhaftet. Rachele Scioamovic und ihr Sohn kamen in das Lager Monticelli, ihr Ehemann in das Lager Scipione. Danach wurden alle drei Familienangehörigen in das Durchgangslager Fossoli überstellt. Von dort aus wurde die Familie am 5. April 1944 mit dem Transport Nr. 9 in das Vernichtungslager Auschwitz deportiert. Unmittelbar nach der Ankunft am 10. April 1944 wurde ihr Sohn in einer der Gaskammern ermordet. Auch Rachele Scioamovic und ihr Mann überlebten die Shoah nicht. Sie wurden zu einem unbekannten Zeitpunkt vom NS-Regime ermordet. |
|              | HIER WOHNTE MARIO VIETTA GEBOREN 1923 VERHAFTET 10.12.1944 INTERNIERT IN BOZEN DEPORTIERT 1945 MAUTHAUSEN-GUSEN ERMORDET 24.4.1945                | Mezzano superiore, · Via Argine destro del Parma · kurz vor Kreuzung mit Via Antonio Gramsci · | Mario Vietta wurde am 14. Juli 1925 in Mezzani geboren. Er war Hilfsarbeiter und war Partisan in der Widerstandsbewegung. Er schloss sich den Squadre d’azione patriottica (SAP) an und beteiligte sich an Sabotageakten der 78° Brigate. Am 10. Dezember 1944 wurde er von den Deutschen verhaftet. Er wurde mutmaßlich im Kommando des SD in Parma verhört. Vietta wurde im Gefängnis San Francesco von Parma inhaftiert und am 4. Februar 1945 über Bozen in das KZ Mauthausen deportiert. Mario Vietta verlor dort am 24. April 1945 sein Leben. |

### Tizzano Val Parma
In Tizzano Val Parma wurden an einer Adresse fünf Stolpersteine verlegt.
| Stolperstein | Übersetzung                                                                                     | Verlegeort                                 | Name, Leben                     |
| ------------ | ----------------------------------------------------------------------------------------------- | ------------------------------------------ | ------------------------------- |
|              | HIER WOHNTE MIKA AVRAMOVIC GEBOREN 1887 VERHAFTET 1943 DEPORTIERT AUSCHWITZ ERMORDET            | Piazza Roma, 1 Municipio Tizzano Val Parma | Mika Avramovic (1887–1943/45)   |
|              | HIER WOHNTE SARIKA AVRAMOVIC GEBOREN 1916 VERHAFTET 1943 DEPORTIERT AUSCHWITZ ERMORDET          | Piazza Roma, 1 Municipio Tizzano Val Parma | Sarika Avramovic (1916–1943/45) |
|              | HIER WOHNTE JENNI BEN ARON GEBOREN 1906 VERHAFTET 7.12.1943 DEPORTIERT AUSCHWITZ ERMORDET       | Piazza Roma, 1 Municipio Tizzano Val Parma | Jenni Ben Aron (1906–1943/45)   |
|              | HIER WOHNTE NISSIM LEVI GEBOREN 1912 VERHAFTET 1943 DEPORTIERT AUSCHWITZ BEFREIT THERESIENSTADT | Piazza Roma, 1 Municipio Tizzano Val Parma | Nissim Levi (1912–)             |
|              | HIER WOHNTE SARA LEVY GEBOREN 1906 VERHAFTET 9.12.1943 DEPORTIERT AUSCHWITZ ERMORDET            | Piazza Roma, 1 Municipio Tizzano Val Parma | Sara Levy (1928–1943/45)        |
|              | HIER WOHNTE GIACOMO SAYA GEBOREN 1913 VERHAFTET 1943 DEPORTIERT AUSCHWITZ ERMORDET              | Piazza Roma, 1 Municipio Tizzano Val Parma | Giacomo Saya (1913–1943/45)     |
|              | HIER WOHNTE ALESSANDRO YESUA GEBOREN 1931 VERHAFTET 30.11.1943 DEPORTIERT AUSCHWITZ ERMORDET    | Piazza Roma, 1 Municipio Tizzano Val Parma | Alessandro Yesua (1906–1944)    |
|              | HIER WOHNTE CARLOTTA YESUA GEBOREN 1927 VERHAFTET 30.11.1943 DEPORTIERT AUSCHWITZ ERMORDET      | Piazza Roma, 1 Municipio Tizzano Val Parma | Carlotta Yesua (1927–1944/45)   |
|              | HIER WOHNTE DAVID YESUA GEBOREN 1887 VERHAFTET 30.11.1943 DEPORTIERT AUSCHWITZ ERMORDET         | Piazza Roma, 1 Municipio Tizzano Val Parma | David Yesua (1887–1944/45)      |

### Traversetolo
In Traversetolo wurden zwei Stolpersteine verlegt.
| Stolperstein | Übersetzung | Verlegeort                    | Name, Leben                 |
| ------------ | --- | ----------------------------- | --------------------------- |
|              | HIER WOHNTE HERMANN ALKALAY GEBOREN 1883 VERHAFTET 30.11.1943 DEPORTIERT AUSCHWITZ ERMORDET 29.1.1945 BUCHENWALD | Piazza V. Veneto Traversetolo | Hermann Alkalay (1883–1945) |
|              | HIER WOHNTE CLARA BARUK GEBOREN 1890 VERHAFTET 30.11.1943 DEPORTIERT AUSCHWITZ ERMORDET                          | Piazza V. Veneto Traversetolo | Clara Baruk (1890–1943/45)  |

## Verlegedaten

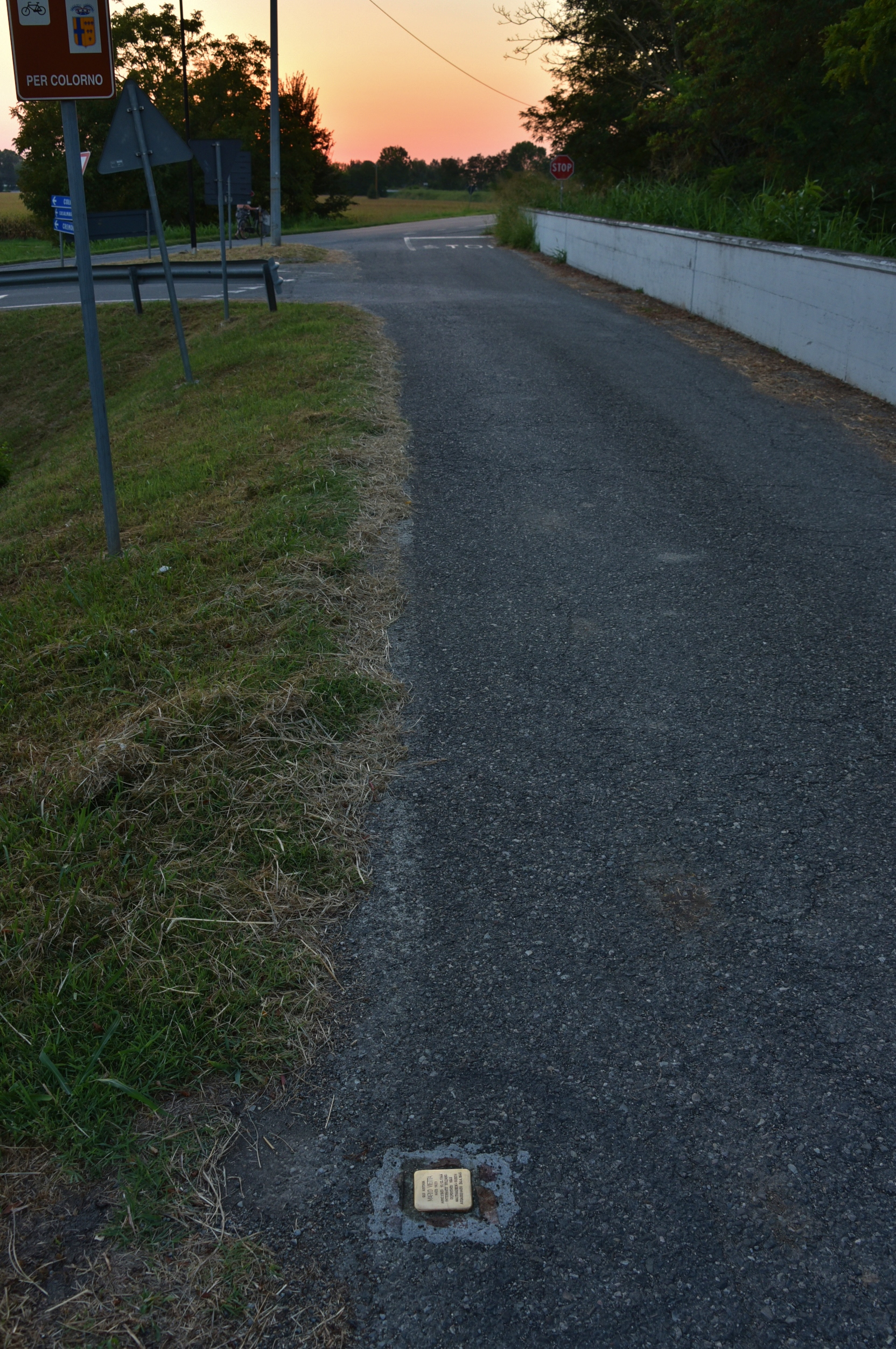
Sorbolo Mezzani

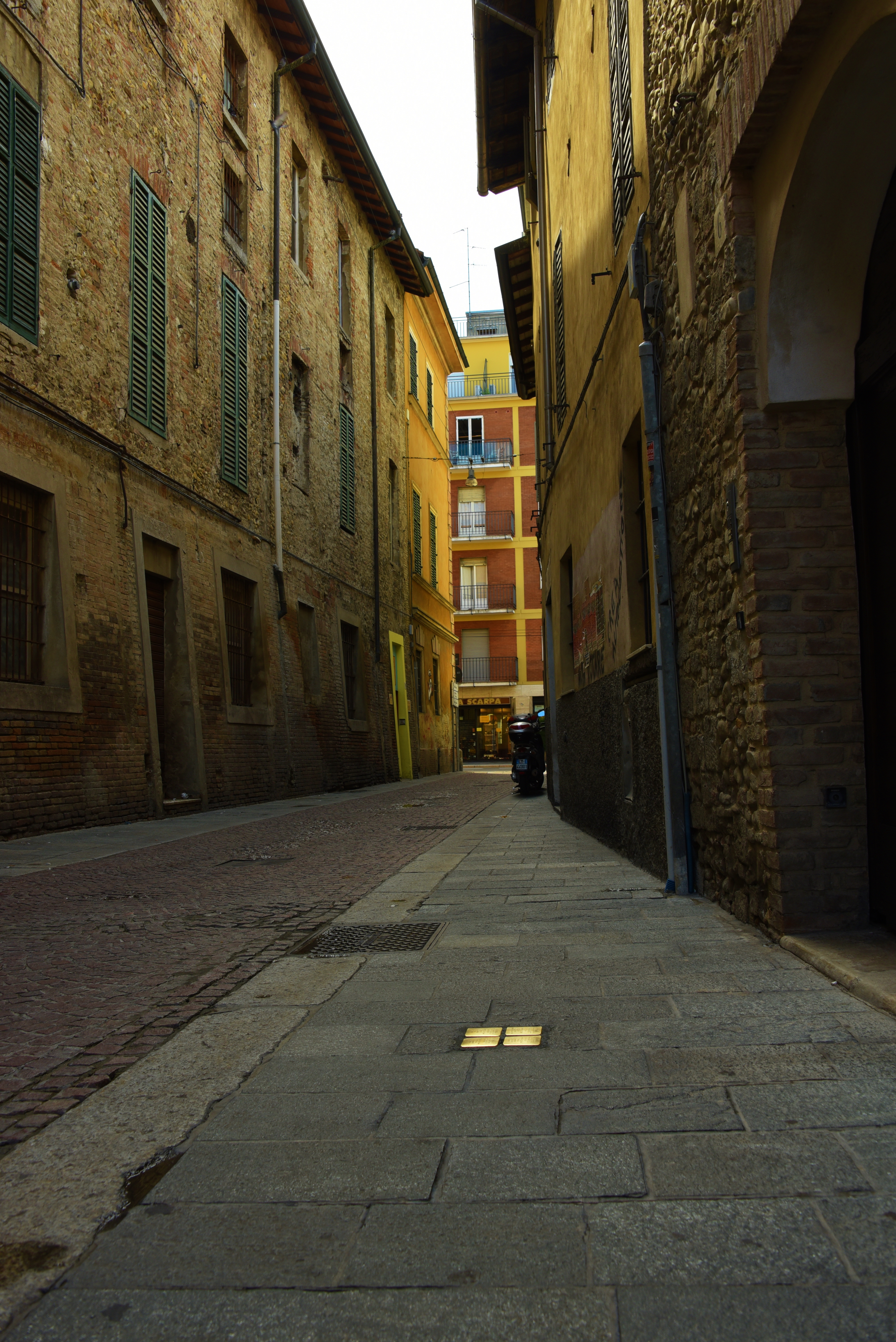
Parma

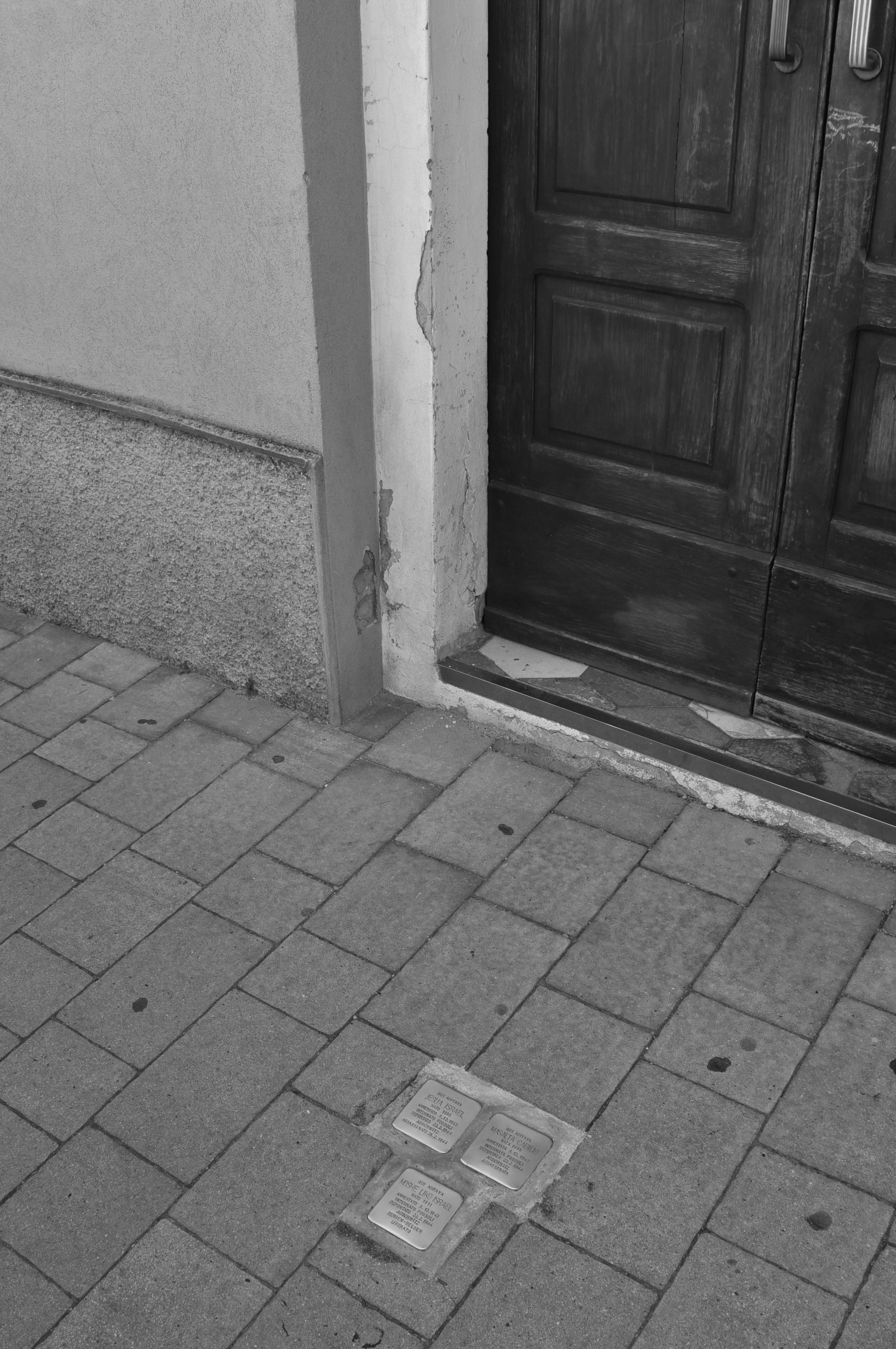
Langhirano

Die Stolpersteine in der Provinz Parma wurden von Gunter Demnig persönlich an folgenden Tagen verlegt:
- 16. Januar 2017: Parma: (Strada del Quartiere 9; Strada Nino Bixio 116; v. Torelli 10; vicolo Santa Maria 6)[118][119]
- 13. Januar 2018: Parma: (p. Garibaldi 1; v. Cavallotti 30; v. delle Rimembranze 36; v. Duca Alessandro 60)[120][121]
- 6. Februar 2019: Parma (Strada dell'Università 9, Via della Salute 46, Via Pellegrino Strobel)
- 10. Januar 2020: Sorbolo Mezzani (Via Argine destro del Parma 1; Viale Martiri della Libertà 9)
- 11. Januar 2020: Langhirano (Strada Pilastro 4), Parma (Borgo XX Marzo 11, Strada Nino Bixio 64, Via Emilia Est 54, Viale Vittorio Bottego 10), Fidenza (Piazza Garibaldi 1; Via Malpeli 70), Sorbolo Mezzani (Via Castello 14; Via Gramsci 16)
- 12. Januar 2020: Langhirano (Via XX Settembre 15)
- 23. Januar 2021: Colorno, Sissa Trecasali, Sorbolo Mezzani (Mezzano inferiore, Via Martiri della Libertà 22)
- 26. Januar 2021: Collecchio, Fidenza (Paride Morelli, Gino Zanellati)
- 27. Januar 2021: Parma (Piazzale Risorgimento; Strada A. Saffi 13; Strada Bixio, 151; Via Costituente, 4/A; Viale Basetti, 12; Viale Maria Luigia, 1)
- 24. Januar 2022: Busseto, Salsomaggiore Terme
- 25. Januar 2022: San Secondo Parmense
- 26. Januar 2022: Bedonia, Borgo Val di Taro, Fontanellato, San Secondo Parmense
- 27. Januar 2022: Parma (Piazzale Santa Croce 9; Via Corso Corsi 58; Via D'Azeglio 23; Via della Salute, 43; Via Emilia est 140)
- 28. Januar 2022: Soragna
- 24. Januar 2023: Traversetolo
- 25. Januar 2023: Sala Baganza, Traversetolo
- 27. Januar 2023: Parma (Borgo Pace, 8; Via Navetta, 33; Via Racagni, 12; Via XX Marzo, 9)
- 7. Februar 2023: Tizzano Val Parma[122]
- 8. Februar 2023: Calestano
- 27. Januar 2024: Parma (Via Cavestro, 8/a; Viale Cocconi,30; Via Sidoli, 70; Vicolo Santa Maria, 6)
- 31. Januar 2024: Tizzano Val Parma (Piazza Roma, 1)
- 3. Februar 2024: Sorbolo Mezzani (Via Mosconi, 2)
- 4. Februar 2024: Montechiarugolo